# 東京科学大学
東京科学大学（とうきょうかがくだいがく、英: Institute of Science Tokyo）は、東京都目黒区に本部を置く日本の国立大学である。略称はScience Tokyo、科学大。
東京工業大学と東京医科歯科大学の統合により、2024年に設立された。

## 概観
2022年10月14日、それぞれ「指定国立大学」に認定されている東京工業大学と東京医科歯科大学は、2022年8月9日に開始を発表した統合に向けた協議の結果、両法人並びに両法人がそれぞれ設置する大学を統合し、1法人1大学とすることについて、「法人統合及び大学統合に関する基本合意書」を締結した。2024年度中を目処として、できる限り早期の統合を目指している。
ふたつの大学の統合に至る経緯は、もともと月1回行われていた四大学連合学長懇談で頻繁に話す機会があったことなどから、工学系大学との連携の必要性を感じていた田中雄二郎東京医科歯科大学学長から益一哉東京工業大学学長に、2020年に、東海国立大学機構のような方式での統合の可能性を示唆したところ、反応が薄かったため、代わりに大学等連携推進法人制度を利用した共同の研究所の設置・運営が提案された。これを受けた益一哉学長から、さらに踏み込んだ形で1大学1法人方式での法人統合が提案された。
両大学は2022年11月25日から12月8日まで、新大学の名称案についてホームページで提案を受け付けた。「新大学の目指す姿、組織文化にふさわしい名称であること」等を条件に、在学生や教職員、同窓生ほか、一般からの提案も受け付けた。
2023年1月19日、新大学名称を「東京科学大学（仮称）」として大学設置・学校法人審議会への提出を決定した。決定した理由として、「両大学の統合の目的は、両大学のこれまでの伝統と先進性を活かしながら、統合によってこれまでどの大学も為しえなかった新しい大学のあり方を創出することにあることを踏まえ、新大学の目指す姿・方向性を表す名称としました」等と発表している。
同年10月31日には国立大学法人東京医科歯科大学と国立大学法人東京工業大学を統合して国立大学法人東京科学大学とする『国立大学法人法の一部を改正する法律案』が閣議決定され、国立大学法人東京工業大学が国立大学法人東京科学大学に改称し、国立大学法人東京医科歯科大学は施行時に統合され解散することが決定された。この『国立大学法人法の一部を改正する法律案』は第212回国会に於いて審議され、12月13日に参議院本会議にて可決・成立した。これにより新大学の発足は2024年10月1日となる予定。特設サイトによれば、10月の統合直後の組織は、両大学の学部、大学院研究科、学院をそのまま引き継ぐとしている。2025年4月からは、自身の専門分野とは異なる分野を体系的に学び、異分野間の交流と協働の経験を得る「医歯理工融合教育プログラム」を開始予定。
ふたつの大学の統合に伴い、大学ファンドの運用益の配分を得られる「国際卓越研究大学」への認定を目指しているとの報道がある。
初代理事長（経営担当）は、東京工業大学の大竹尚登が候補者として決定された。
初代学長・大学総括理事（教育・研究担当）は、東京医科歯科大学の田中雄二郎が内定した。
（一法人一大学での理事長-学長体制）

## 沿革
2024年（令和6年）10月に、東京工業大学と東京医科歯科大学が統合し開学した。当校は、統合前の2つの大学の学部や大学院などはそのまま引き継がれたうえ、新たに3つの研究組織を立ち上げ医学や歯学、理工学といったそれぞれの強みを連携させた世界トップクラスの研究開発を進めていくとしている。
年表
- 1881年5月：東京工業大学の前身となる東京職工学校が設立
- 1928年10月：東京医科歯科大学の前身となる東京高等歯科医学校が設立
- 1929年4月：東京工業大学（旧制）に昇格
- 1946年8月：東京医科歯科大学（旧制）に昇格
- 2024年10月：東京工業大学と東京医科歯科大学が統合し東京科学大学が開学

## 基礎データ

### 所在地
- 大岡山キャンパス（東京都目黒区大岡山2丁目）

ただし、キャンパスのうちで本館を含む南半分は大田区石川町1丁目地内に位置する。
- すずかけ台キャンパス（神奈川県横浜市緑区長津田町）
- 田町キャンパス（東京都港区芝浦3丁目）
- 湯島キャンパス（東京都文京区湯島1丁目）
- 駿河台キャンパス（東京都千代田区神田駿河台2丁目）
- 国府台キャンパス（千葉県市川市国府台2丁目）

## 教育および研究

### 組織
東京工業大学と東京医科歯科大学の学院コース、学部学科、研究科は、両大学統合後も同じ体系で維持されている。

#### 学院
| 学院               | 類                                         | 系・専門職学位課程     | コース・専門職学位課程                             |
| ------------------ | ------------------------------------------ | ---------------------- | -------------------------------------------------- |
| 理学院             | 第1類                                      | 数学系                 | 数学コース                                         |
| 理学院             | 第1類                                      | 物理学系               | 物理学コース                                       |
| 理学院             | 第1類                                      | 物理学系               | 物質・情報卓越コース（博士後期課程のみ）           |
| 理学院             | 第1類                                      | 化学系                 | 化学コース                                         |
| 理学院             | 第1類                                      | 化学系                 | エネルギー・情報コース                             |
| 理学院             | 第1類                                      | 化学系                 | 物質・情報卓越コース（博士後期課程のみ）           |
| 理学院             | 第1類                                      | 地球惑星科学系         | 地球惑星科学コース                                 |
| 理学院             | 第1類                                      | 地球惑星科学系         | 地球生命コース                                     |
| 工学院             | 第4類                                      | 機械系                 | 機械コース                                         |
| 工学院             | 第4類                                      | 機械系                 | エネルギー・情報コース                             |
| 工学院             | 第4類                                      | 機械系                 | エンジニアリングデザインコース                     |
| 工学院             | 第4類                                      | 機械系                 | 人間医療科学技術コース                             |
| 工学院             | 第4類                                      | 機械系                 | 原子核工学コース                                   |
| 工学院             | 第4類・第5類                               | システム制御系         | システム制御コース                                 |
| 工学院             | 第4類・第5類                               | システム制御系         | エンジニアリングデザインコース                     |
| 工学院             | 第4類・第5類                               | システム制御系         | 人間医療科学技術コース                             |
| 工学院             | 第5類                                      | 電気電子系             | 電気電子コース                                     |
| 工学院             | 第5類                                      | 電気電子系             | エネルギー・情報コース                             |
| 工学院             | 第5類                                      | 電気電子系             | 人間医療科学技術コース                             |
| 工学院             | 第5類                                      | 電気電子系             | 原子核工学コース                                   |
| 工学院             | 第5類                                      | 電気電子系             | 物質・情報卓越コース（博士後期課程のみ）           |
| 工学院             | 第5類                                      | 情報通信系             | 情報通信コース                                     |
| 工学院             | 第5類                                      | 情報通信系             | エンジニアリングデザインコース                     |
| 工学院             | 第5類                                      | 情報通信系             | 人間医療科学技術コース                             |
| 工学院             | 第3類・第4類                               | 経営工学系             | 経営工学コース                                     |
| 工学院             | 第3類・第4類                               | 経営工学系             | エンジニアリングデザインコース                     |
| 物質理工学院       | 第2類                                      | 材料系                 | 材料コース                                         |
| 物質理工学院       | 第2類                                      | 材料系                 | エネルギー・情報コース                             |
| 物質理工学院       | 第2類                                      | 材料系                 | 人間医療科学技術コース                             |
| 物質理工学院       | 第2類                                      | 材料系                 | 原子核工学コース                                   |
| 物質理工学院       | 第2類                                      | 材料系                 | 物質・情報卓越コース（博士後期課程のみ）           |
| 物質理工学院       | 第3類                                      | 応用化学系             | 応用化学コース                                     |
| 物質理工学院       | 第3類                                      | 応用化学系             | エネルギー・情報コース                             |
| 物質理工学院       | 第3類                                      | 応用化学系             | 人間医療科学技術コース                             |
| 物質理工学院       | 第3類                                      | 応用化学系             | 原子核工学コース                                   |
| 物質理工学院       | 第3類                                      | 応用化学系             | 地球生命コース                                     |
| 物質理工学院       | 第3類                                      | 応用化学系             | 物質・情報卓越コース（博士後期課程のみ）           |
| 情報理工学院       | 第1類                                      | 数理・計算科学系       | 数理・計算科学コース                               |
| 情報理工学院       | 第1類                                      | 数理・計算科学系       | 知能情報コース                                     |
| 情報理工学院       | 第5類                                      | 情報工学系             | 情報工学コース                                     |
| 情報理工学院       | 第5類                                      | 情報工学系             | 知能情報コース                                     |
| 情報理工学院       | 第5類                                      | 情報工学系             | エネルギー・情報コース                             |
| 情報理工学院       | 第5類                                      | 情報工学系             | 人間医療科学技術コース                             |
| 情報理工学院       | 第5類                                      | 情報工学系             | 物質・情報卓越コース（博士後期課程のみ）           |
| 生命理工学院       | 第7類                                      | 生命理工学系           | 生命理工学コース                                   |
| 生命理工学院       | 第7類                                      | 生命理工学系           | 人間医療科学技術コース                             |
| 生命理工学院       | 第7類                                      | 生命理工学系           | 地球生命コース                                     |
| 生命理工学院       | 第7類                                      | 生命理工学系           | 物質・情報卓越コース（博士後期課程のみ）           |
| 環境・社会理工学院 | 第6類                                      | 建築学系               | 建築学コース                                       |
| 環境・社会理工学院 | 第6類                                      | 建築学系               | エンジニアリングデザインコース                     |
| 環境・社会理工学院 | 第6類                                      | 建築学系               | 都市・環境学コース                                 |
| 環境・社会理工学院 | 第6類                                      | 土木・環境工学系       | 土木工学コース                                     |
| 環境・社会理工学院 | 第6類                                      | 土木・環境工学系       | エンジニアリングデザインコース                     |
| 環境・社会理工学院 | 第6類                                      | 土木・環境工学系       | 都市・環境学コース                                 |
| 環境・社会理工学院 | 第4類・第6類                               | 融合理工学系           | 地球環境共創コース                                 |
| 環境・社会理工学院 | 第4類・第6類                               | 融合理工学系           | エネルギー・情報コース                             |
| 環境・社会理工学院 | 第4類・第6類                               | 融合理工学系           | エンジニアリングデザインコース                     |
| 環境・社会理工学院 | 第4類・第6類                               | 融合理工学系           | 原子核工学コース                                   |
| 環境・社会理工学院 | 第4類・第6類                               | 融合理工学系           | 物質・情報卓越コース（博士後期課程のみ）           |
| 環境・社会理工学院 |                                            | 社会・人間科学系       | 社会・人間科学コース（修士課程・博士後期課程のみ） |
| 環境・社会理工学院 |                                            | イノベーション科学系   | イノベーション科学コース（博士後期課程のみ）       |
| 環境・社会理工学院 | 人間医療科学技術コース（博士後期課程のみ） | イノベーション科学系   |                                                    |
| 環境・社会理工学院 |                                            | 技術経営専門職学位課程 | 技術経営専門職学位課程                             |

#### 学部
- 医学部
  - 医学科（6年制）
  - 保健衛生学科（4年制）
    - 看護学専攻
    - 検査技術学専攻
- 歯学部
  - 歯学科（6年制）
  - 口腔保健学科（4年制）
    - 口腔保健衛生学専攻
    - 口腔保健工学専攻

#### 研究科
- 医歯学総合研究科
  - 医歯理工保健学専攻（修士課程、2年制）
    - 医療管理政策学コース
      - 医療管理学コース（標準修業年限1年）
      - 医療政策学コース（標準修業年限2年）

    - グローバルヘルスリーダー養成コース

  - 医歯学系専攻（博士課程、4年制）
    - 口腔機能再構築学講座
    - 顎顔面頸部機能再建学講座
    - 生体支持組織学講座
    - 環境社会医歯学講座
    - 老化制御学講座
    - 全人的医療開発学講座
    - 認知行動医学講座
    - 生体環境応答学講座
    - 器官システム制御学講座
    - 先端医療開発学講座

  - ジョイント・ディグリー・プログラム（博士課程、5年制）
    - 東京科学大学・チュラロンコーン大学国際連携歯学系専攻
    - 東京科学大学・チリ大学国際連携医学系専攻
    - 東京科学大学・マヒドン大学国際連携医学系専攻

  - 生命理工医療科学専攻（後期博士課程、3年制）
    - 医用器材学講座
    - 統合分子疾患科学講座
    - 生体検査科学講座
    - 口腔保健学講座

  - 寄附講座・寄附研究部門
  - ジョイントリサーチ講座・ジョイントリサーチ部門
- 保健衛生学研究科
  - 看護先進科学専攻（一貫性博士課程、5年制）
    - 基盤看護開発学講座
      - 看護ケア技術開発学域
ヘルスサービスリサーチ看護学分野
      - ヘルスプロモーション看護学域
公衆衛生看護学分野

    - 臨床看護開発学講座
      - 先端侵襲緩和ケア看護学域
成人看護学分野
      - 精神・人間発達看護学域
精神保健看護学分野
小児・家族発達看護学分野
リプロダクティブヘルス看護学分野
      - 在宅がんエンドオブライフケア看護学域
在宅・緩和ケア看護学分野

    - 先導的看護システム開発学講座
      - 国際的看護システム開発学域
国際看護開発学分野
      - 高齢社会看護システム管理学域
看護管理・高齢社会看護学分野
      - 災害・クリティカルケア看護学域
災害・クリティカルケア看護学分野

#### 大学組織・附属機関
- リベラルアーツ研究教育院
  - ILA大岡山キャンパス
  - ILA国府台キャンパス（旧・東京医科歯科大学教養部）
- 研究院
  - 総合研究院
    - 研究所（6）
      - フロンティア材料研究所
      - 化学生命科学研究所
      - 未来産業技術研究所
      - 生体材料工学研究所
      - ゼロカーボンエネルギー研究所
      - 難治疾患研究所

    - 研究センター（13）
    - 研究ユニット（14）
    - その他組織（3）
      - 高等研究府
      - 若手研究者支援センター
      - 基礎研究機構

  - 未来社会創成研究院
    - 地球生命研究所
    - 未来の人類研究センター
    - ウェルビーイング創成センター
    - DLab+

  - 新産業創成研究院
    - 医療工学研究所
      - ジョイントリサーチ講座

    - オープンイノベーション施設の支援拠点
- 附属科学技術高等学校
  - 科学・技術科
    - 応用化学分野
    - 情報システム分野
    - 機械システム分野
    - 電気電子分野
    - 建築デザイン分野
- 病院
- 共通教育組織
  - アントレプレナーシップ教育機構
  - データサイエンス・AI全学教育機構
  - ヘルスケア教育機構
  - 社会人アカデミー
  - 医療・創薬イノベーション教育開発機構
  - リーダーシップ教育院
  - 物質・情報卓越教育院
  - 超スマート社会卓越教育院
  - エネルギー・情報卓越教育院
- 共通支援組織
  - 保健管理センター
  - 学生支援センター
  - アドミッションセンター
  - 教育革新センター
  - リサーチディベロップメント機構
  - リサーチインフラ・マネジメント機構
  - 産学共創機構
  - 医療イノベーション機構
  - イノベーションデザイン機構
  - 図書館
  - 情報基盤センター
  - 放射線安全管理センター
  - 環境・安全推進センター
  - 職員健康管理センター
  - 国際支援センター
  - 東京科学大学博物館

#### 図書館

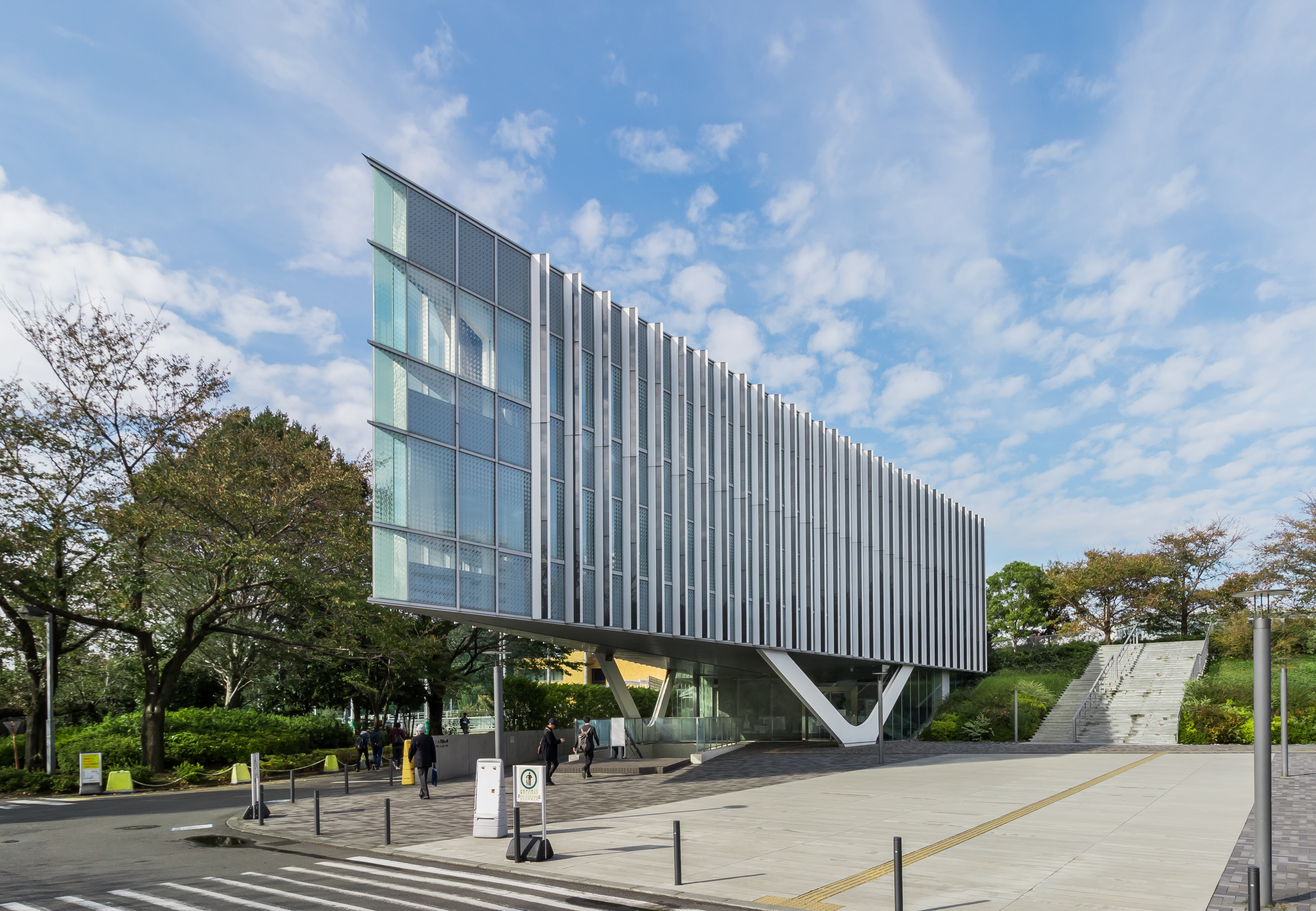
大岡山図書館（2011年竣工）

東京科学大学図書館は、大岡山、すずかけ台、お茶の水、国府台の4か所の図書館に100万冊以上の蔵書を所蔵している。前身の東京工業大学図書館は1882年に設立され、東京医科歯科大学図書館は1946年に設立された。

### 旧・東京工業大学の実績

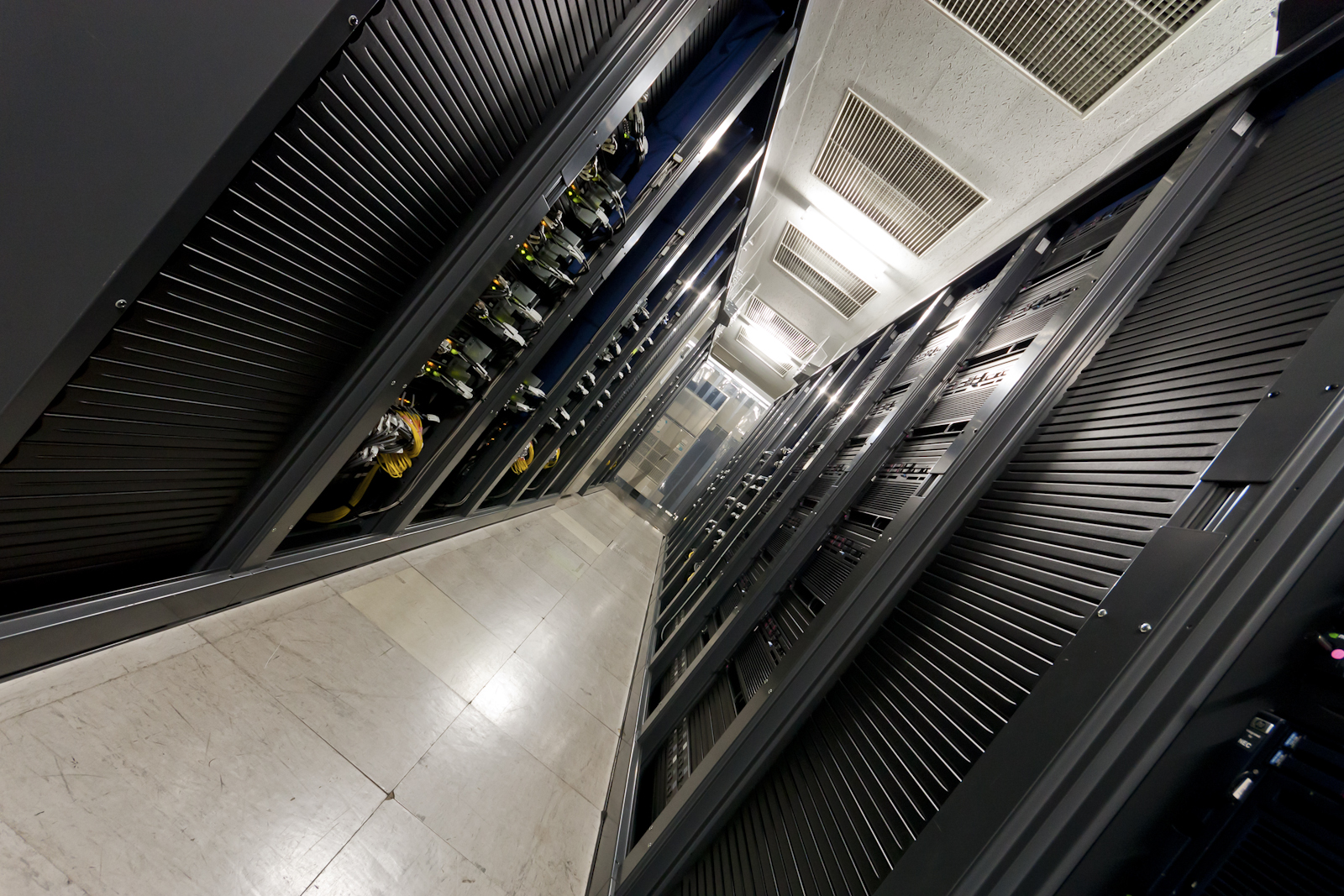
スーパーコンピュータ「TSUBAME 2.0」

- 現代社会の基盤となる技術が継続的に生み出されている。
  - テレビの発明
    - 高柳健次郎（2009年IEEEマイルストーン）

  - 磁気記憶材料フェライトの発明
    - 加藤与五郎/武井武（2009年IEEEマイルストーン）

  - ビタミンB2の合成技術の開発
  - 電気を通すプラスチックの発見
    - 2000年ノーベル化学賞

  - 光ファイバー通信技術の開発

2006年4月、日本国内最速となるスーパーコンピュータ「TSUBAME」を稼働させ、教育や研究に無料ないし低い利用料で提供するとともに、日本の大学としては初めて学部学生でも研究やレポートの作成用として自由に利用できるようにした。また、このスパコンを利用した教育活用として Supercomputing Programming Contest が開催されている。

## 施設

### キャンパス
大岡山キャンパス

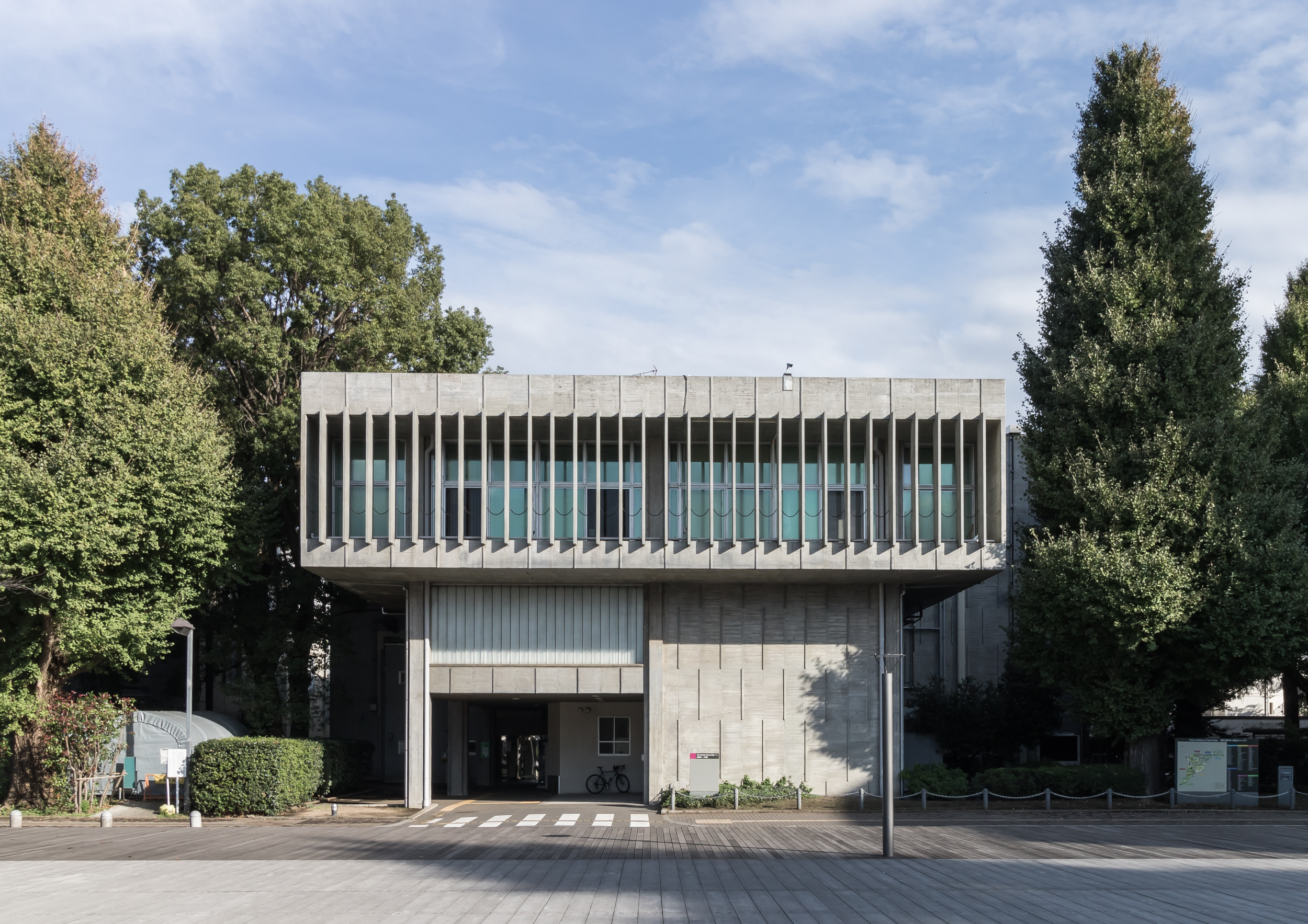
事務局1号館 清家清設計 (1967)

- 理学院、工学院、物質理工学院、情報理工学院、生命理工学院、環境・社会理工学院、リベラルアーツ研究教育院、地球生命研究所、『以心伝心』ハピネス共創研究推進機構、附属図書館、事務局、他[23]
- 大岡山駅より徒歩1分。なお石川台地区は石川台駅、大岡山北地区の大部分および緑が丘地区は緑が丘駅が最寄となる。
- 本館・西1号館・70周年記念講堂は国の登録有形文化財に登録されている[24]。

敷地面積は244,643 m2。大岡山キャンパスは、中心の大岡山地区、公道の下を通るトンネルの南側にある石川台地区（大田区）、東急線の線路を挟んで北側にある緑が丘地区の3つに大きく分けられる。正門を入ると桜並木が連なる。その正面にある本館は関東大震災の教訓から、非常に剛健な造りとなっている。体育館の裏手に位置するグラウンドは区と区の境界に当たり、バッターボックスの右が大田区、左が目黒区である。
また、学内の東急線上に架かる陸橋は東京富士見坂に指定されており、空気の澄んだ冬には富士山を見ることができる。
すずかけ台キャンパス

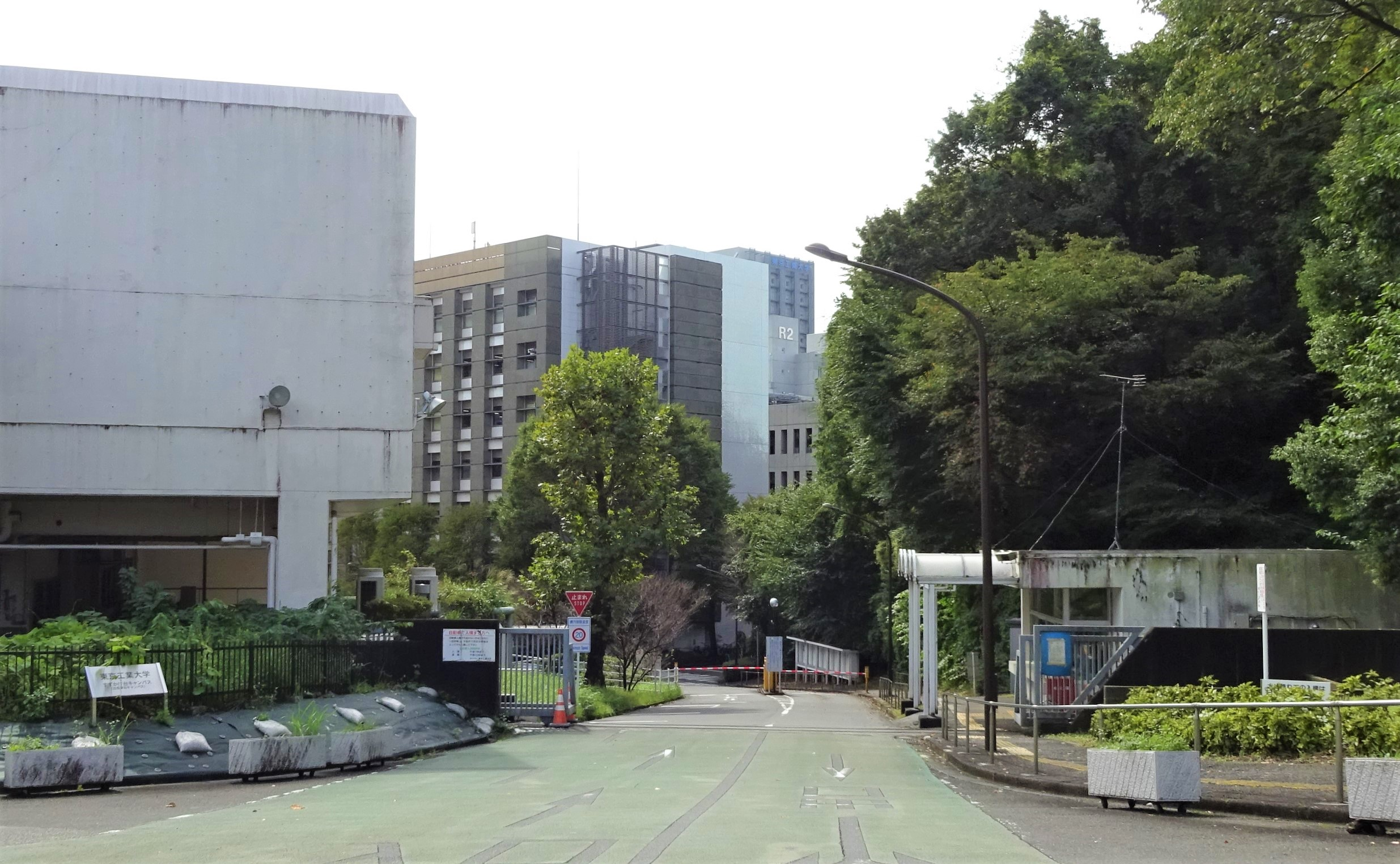
すずかけ台キャンパス入口

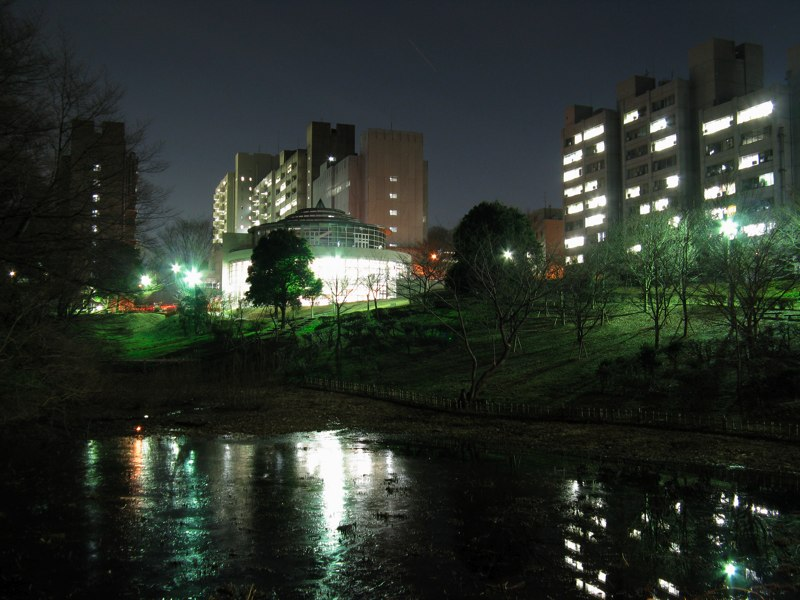
夜のすずかけ台キャンパス

- 生命理工学院、科学技術創成研究院、元素戦略研究センター、他[23]
- 未来産業技術研究所、化学生命科学研究所、フロンティア材料研究所
- すずかけ台駅より徒歩5分

敷地面積は225,244 m2。キャンパスの中心に位置する学内通称「加藤山」周辺は、学生たちの憩いの場ともなっている。
2001年5月25日に「長津田キャンパス」から現名称へ改称した。「すずかけ」の名は当大学名誉教授であった谷口修が学問と関係の深い植物ということで、プラトンが開設したアカデメイアに多く植えられていたというスズカケノキ（プラタナス）を駅名とすることを学内で提案。賛成が得られたため、大学として東京急行電鉄へ要望を実施したという経緯がある。
田町キャンパス
- 附属科学技術高等学校、環境・社会理工学院、社会人アカデミー、キャンパス・イノベーションセンター、他[23]
- 田町駅より徒歩1分。三田駅徒歩5分

敷地面積は23,223.15m2。2016年に定められた30カ年計画により再開発計画の検討が進められている。この再開発では、地上32階建て、地上24階建て、地上9階建ての3棟総延べ18万m2の高層ビルを建設し、研究スペースの拡充と産学官連携、国際化拠点を整備することが目的とされた。附属高校は2026年4月に大岡山キャンパス（緑が丘地区）へ移転することが計画されている。
湯島キャンパス
湯島キャンパスは御茶ノ水駅に近い文京区に位置し、高さ126メートルのM&Dタワーを含む、大学病院の主要な建物や研究施設がある、医学部と歯学部のメインキャンパスである。
湯島キャンパスは元々、東京女子高等師範学校（現：お茶の水女子大学）の敷地の一部を間借りしていたものである。東京高等歯科医学校（旧制）時代、建築物の拡張の必要性に伴って、文部省は1930年に同校を文京区大塚に移転させ、本校の拡張が行われた。このような経緯もあり、湯島、駿河台キャンパスは限られた土地に建蔽率一杯の高層建築物が密集した形で配置されている。特に研究棟は超高層であり、国立の研究機関としては特異な外観を呈している。湯島キャンパスの敷地面積は45,090㎡、延床面積は273,054㎡.

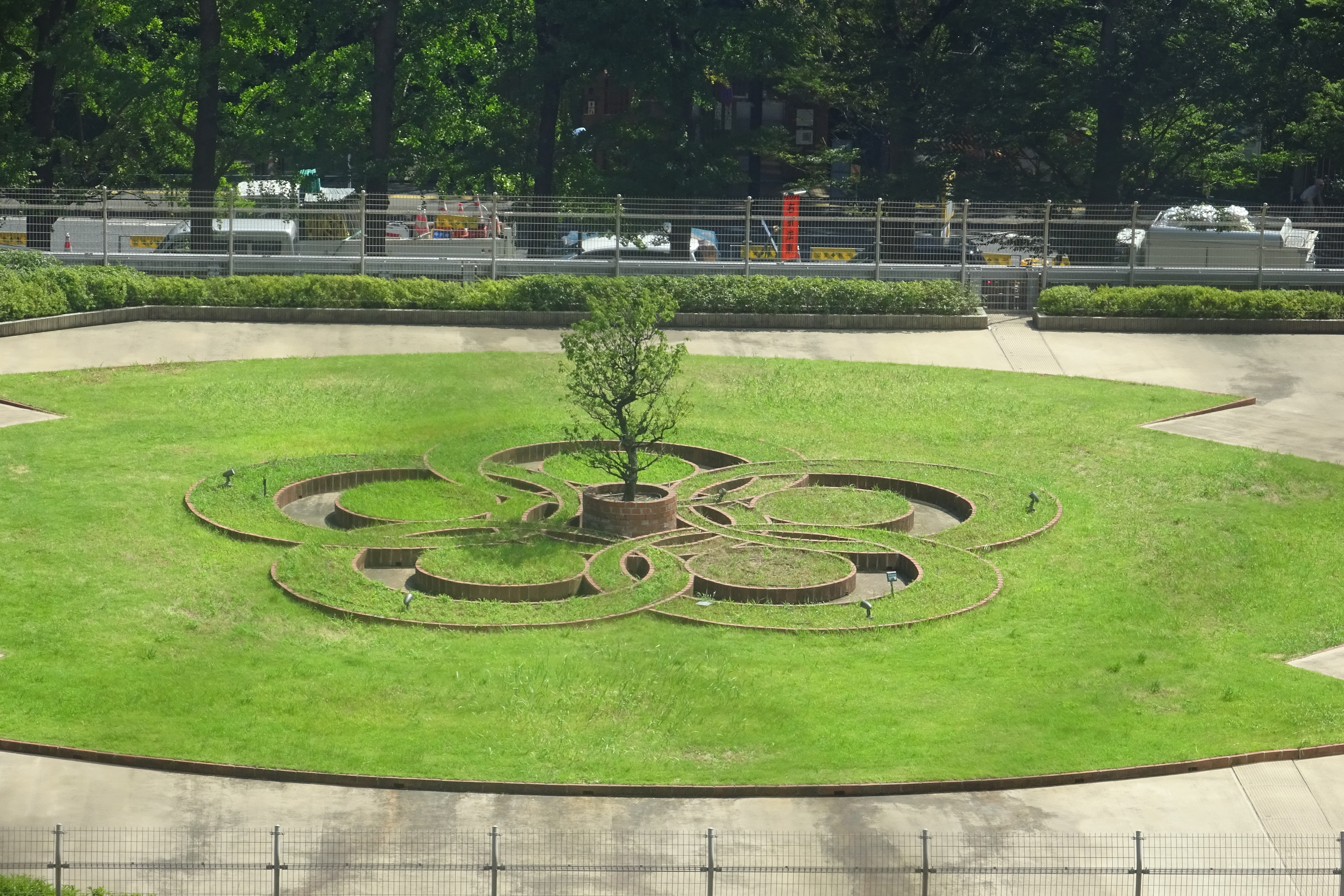
庭園
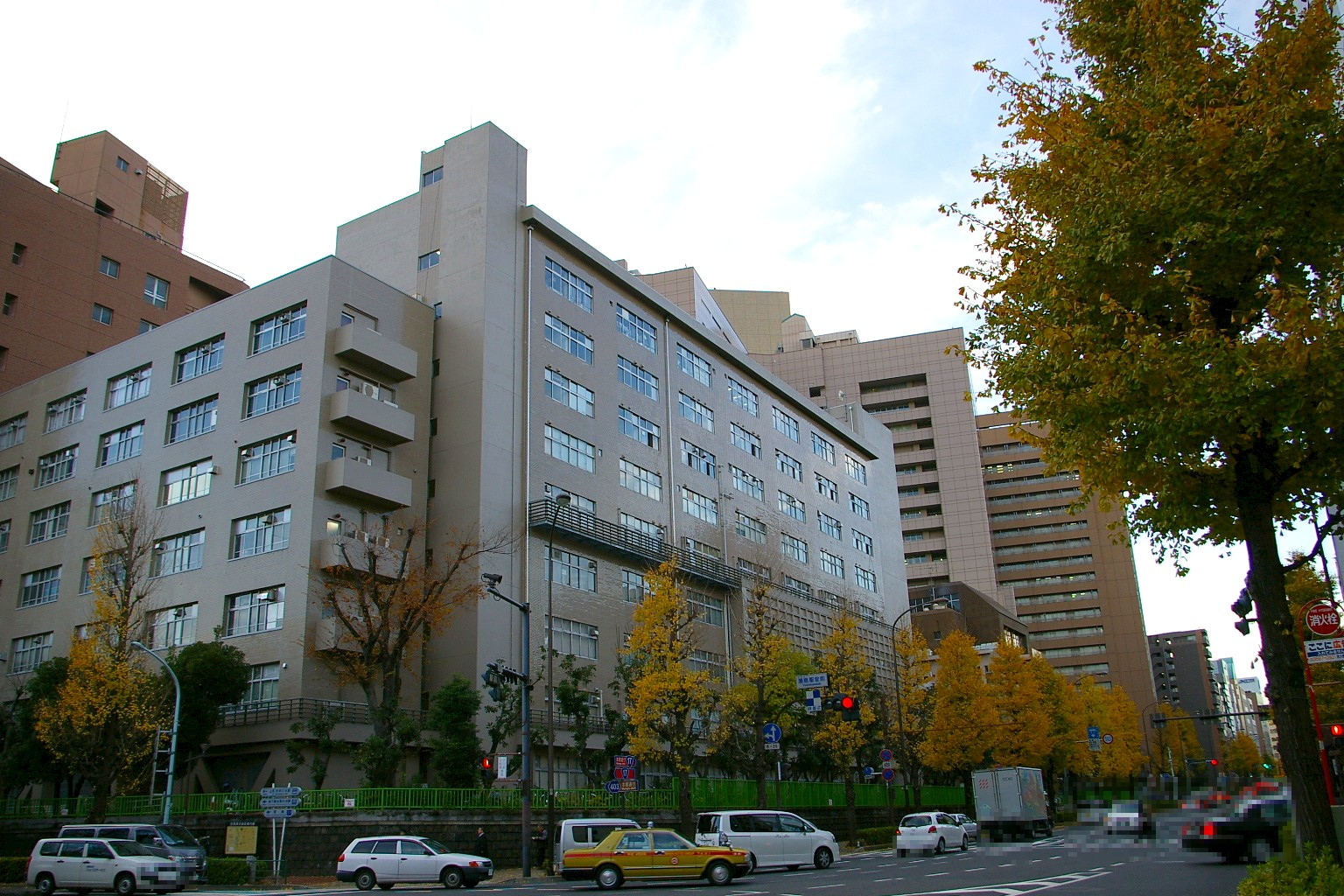
1号館西（1号館・管理棟）
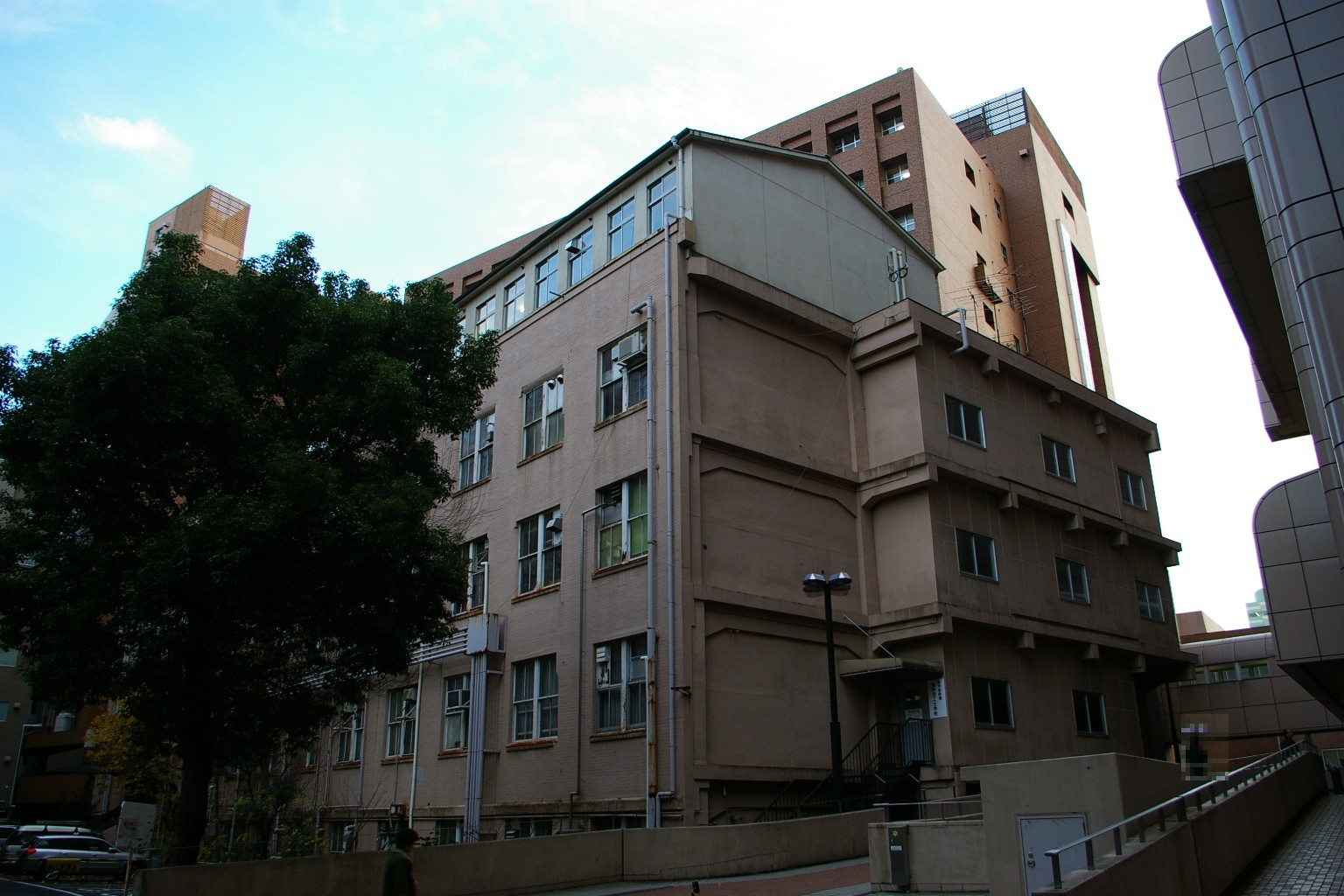
2号館（2号館・附属教育施設等）
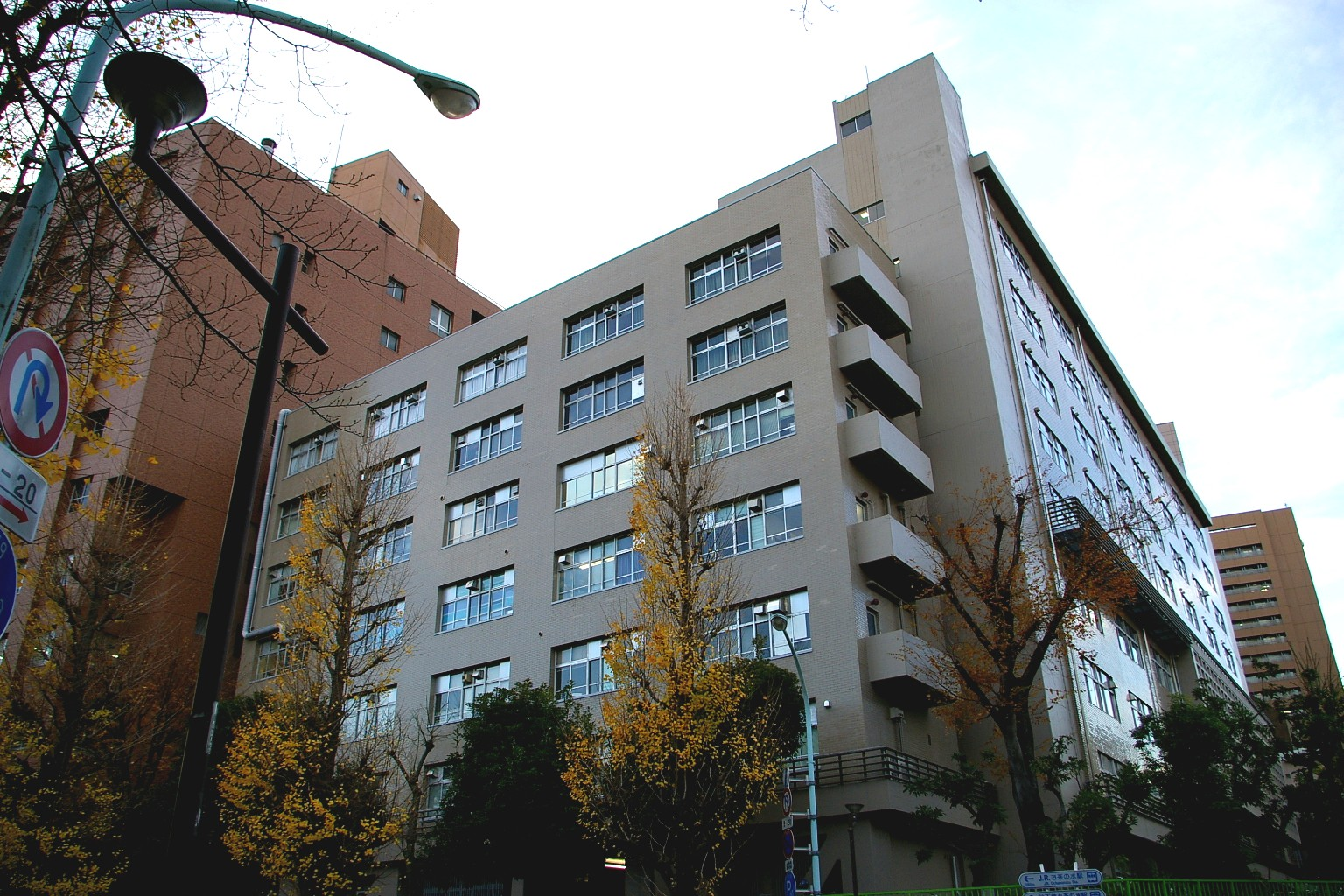
1号館東（歯科研究棟）
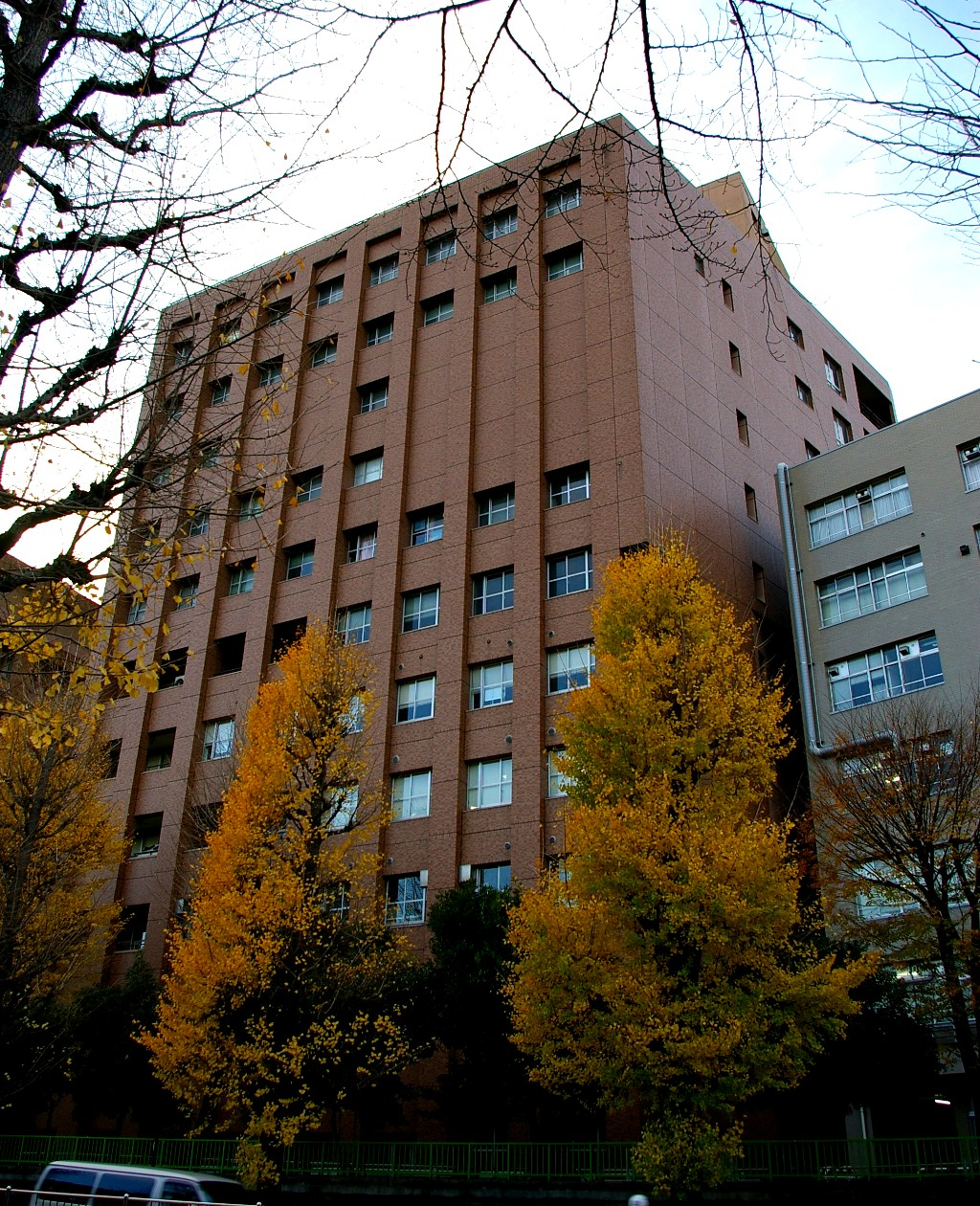
7号館（歯学部校舎棟）
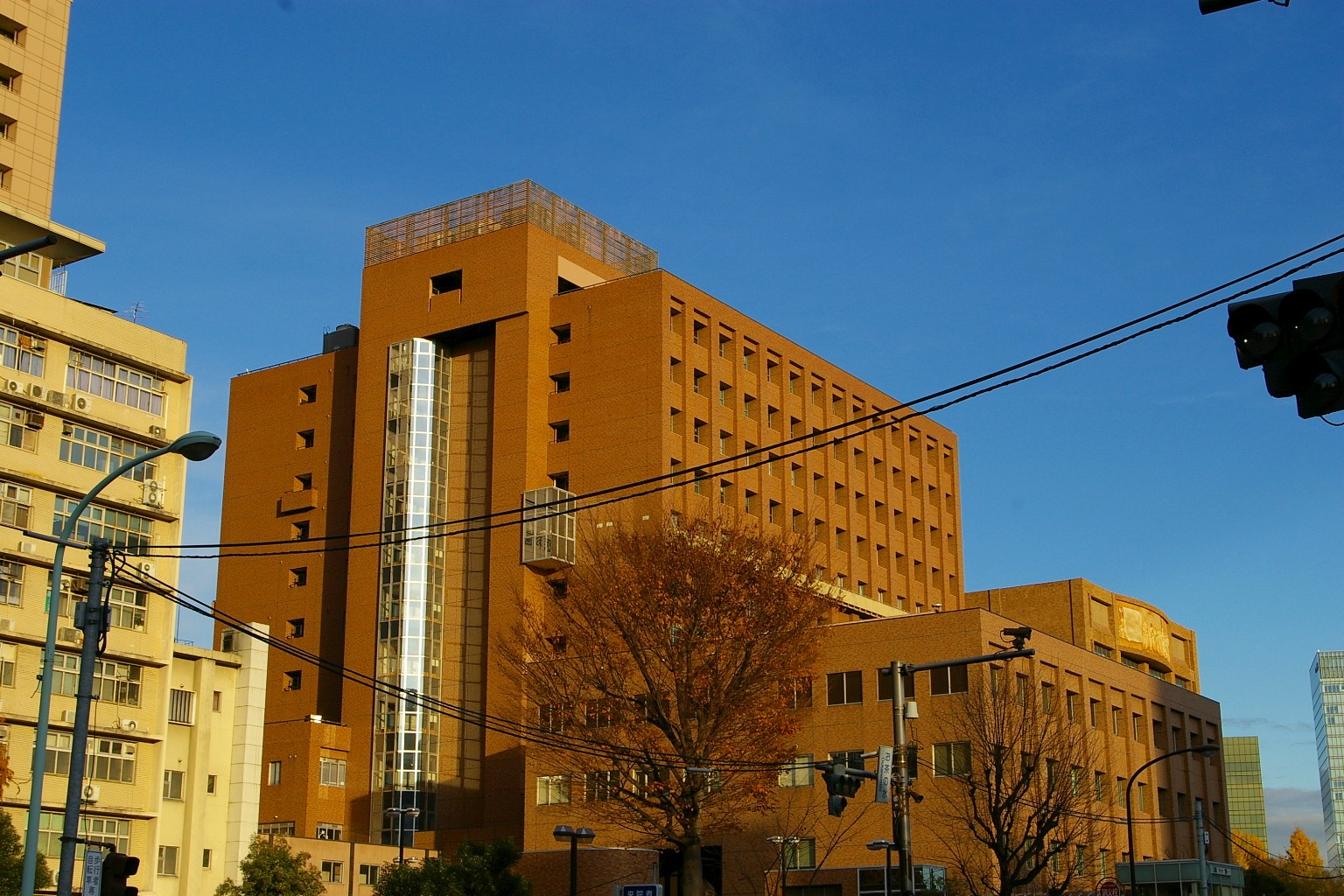
D棟（歯科棟・歯科外来事務棟）
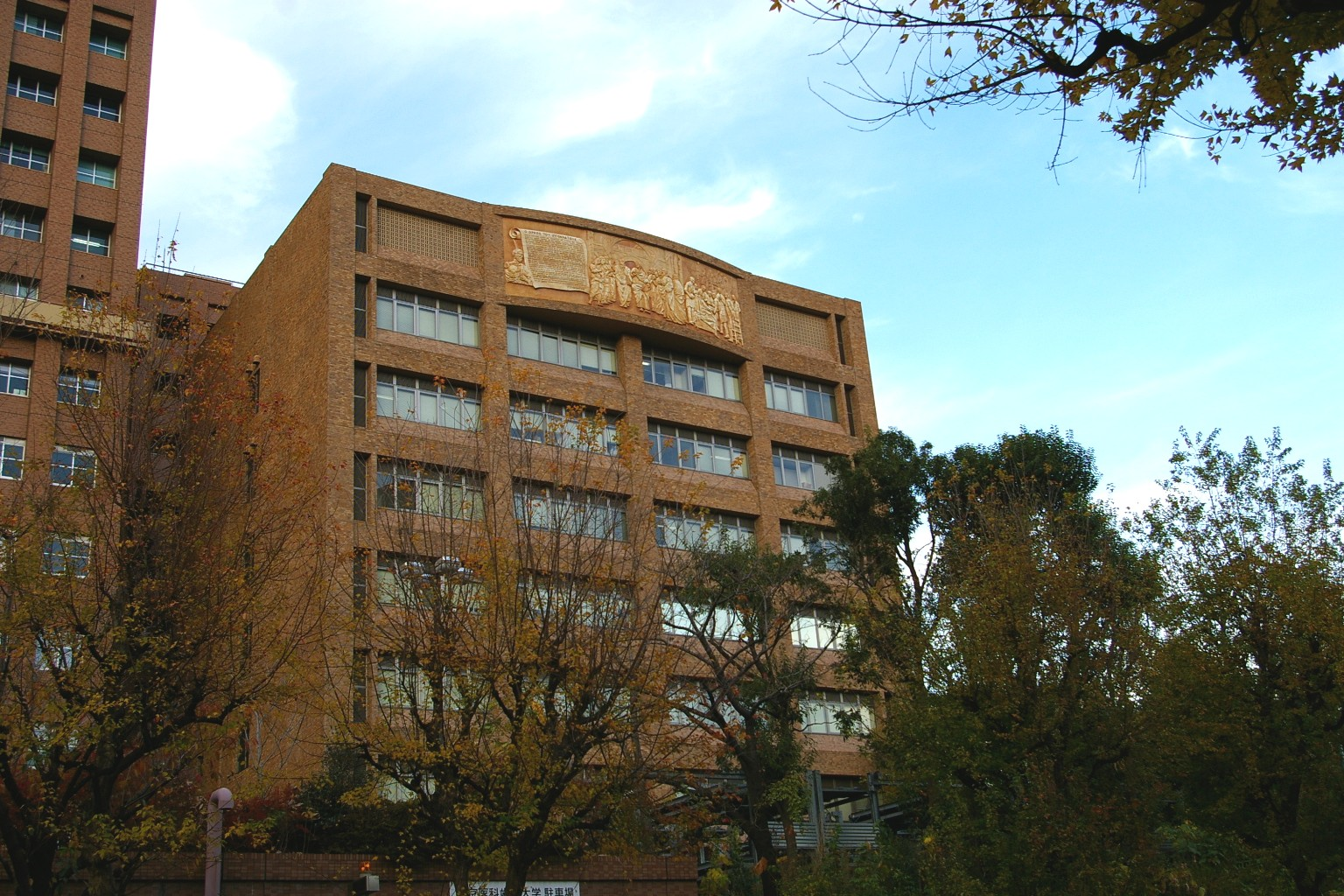
10号館（総合教育研究棟）
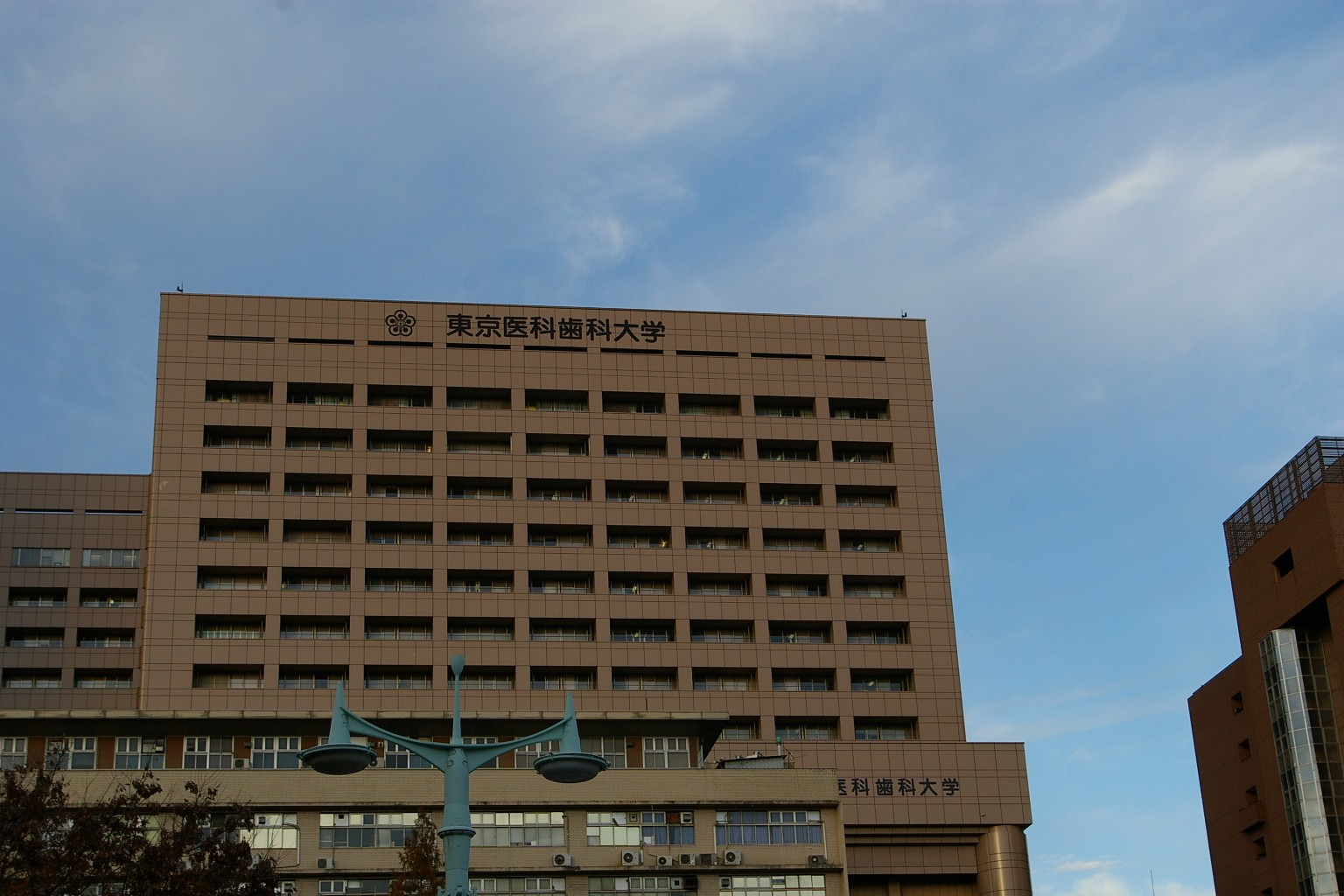
A棟（医科新棟）
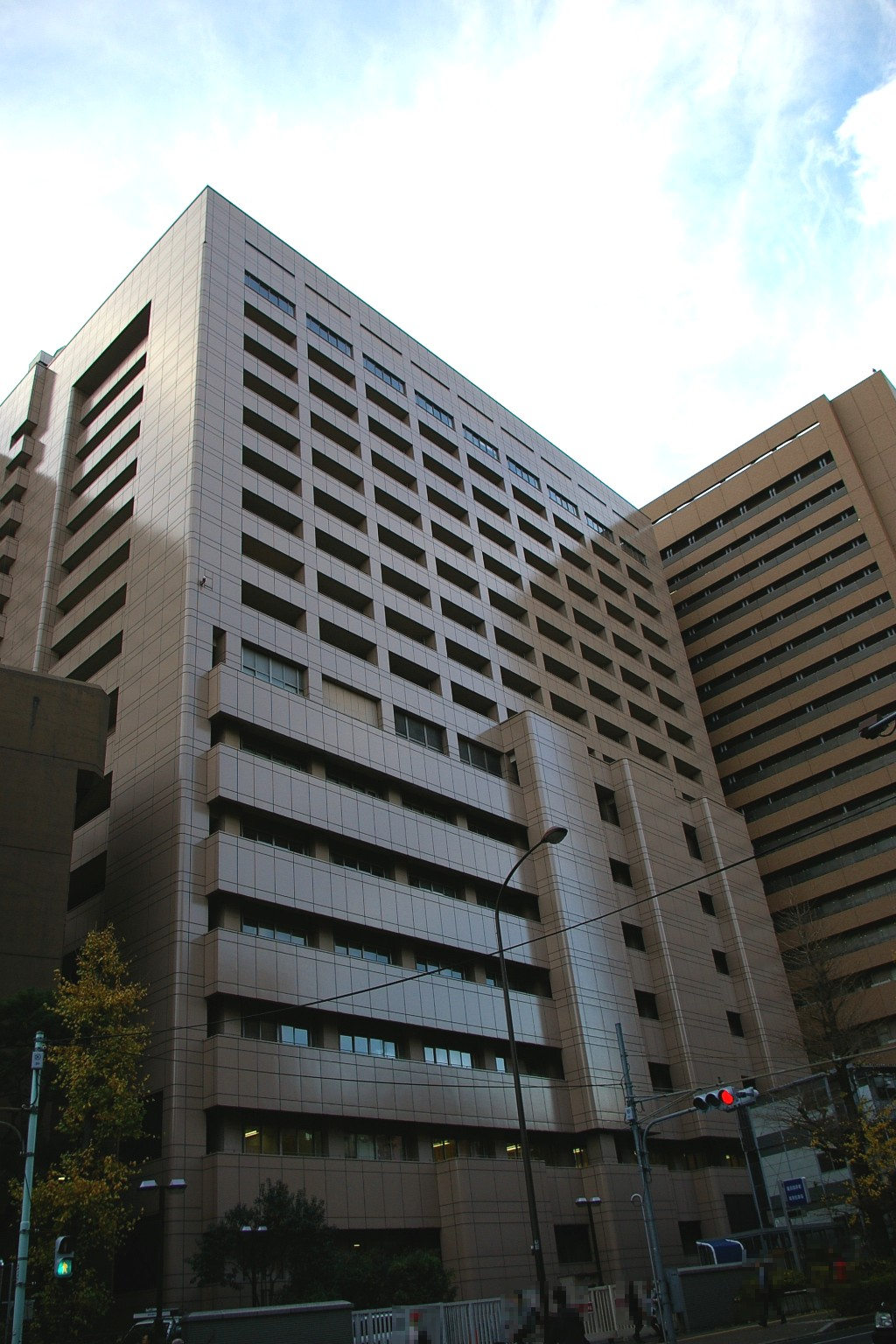
B棟（医科新棟）
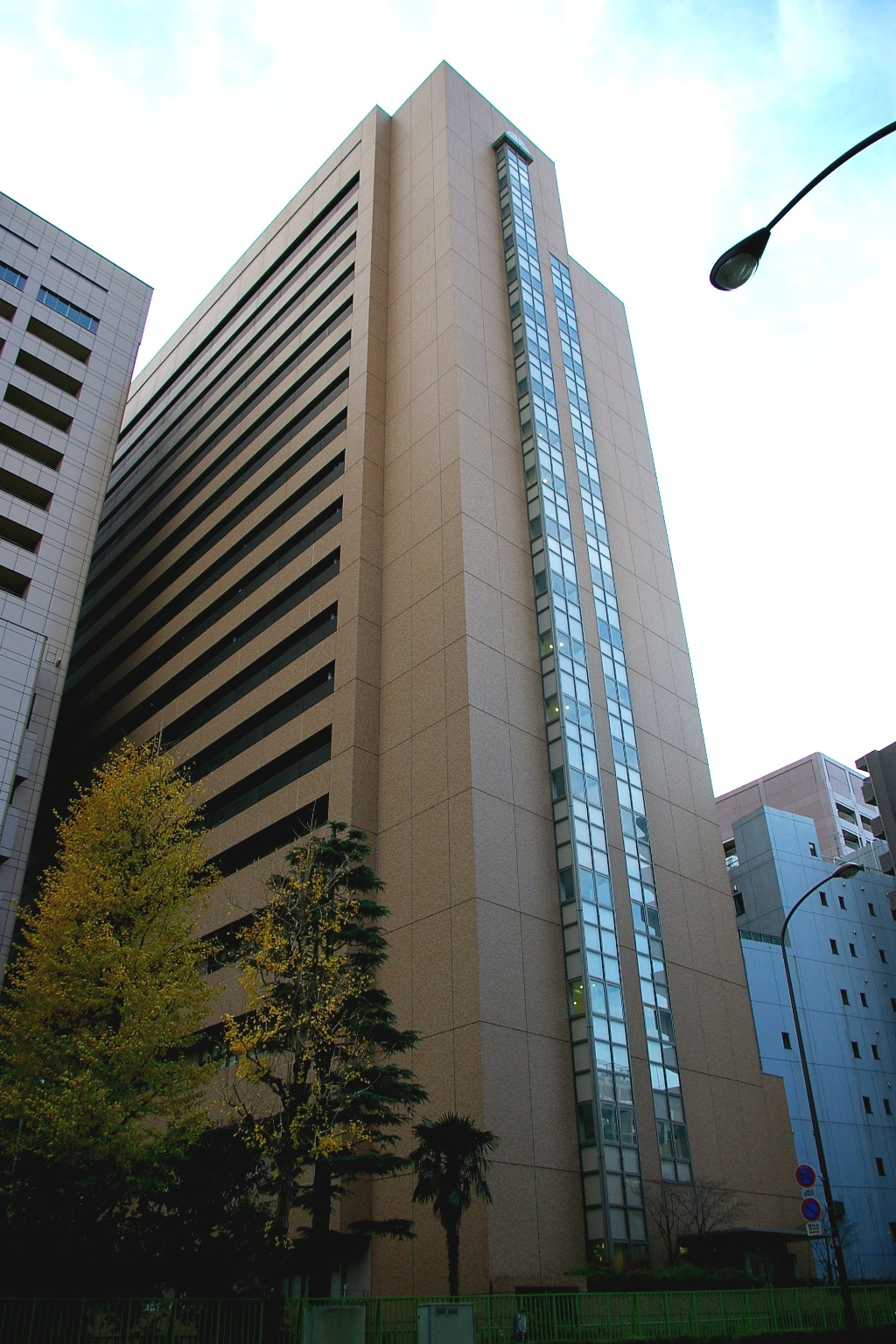
3号館（医歯学総合研究棟(Ⅰ期棟)）
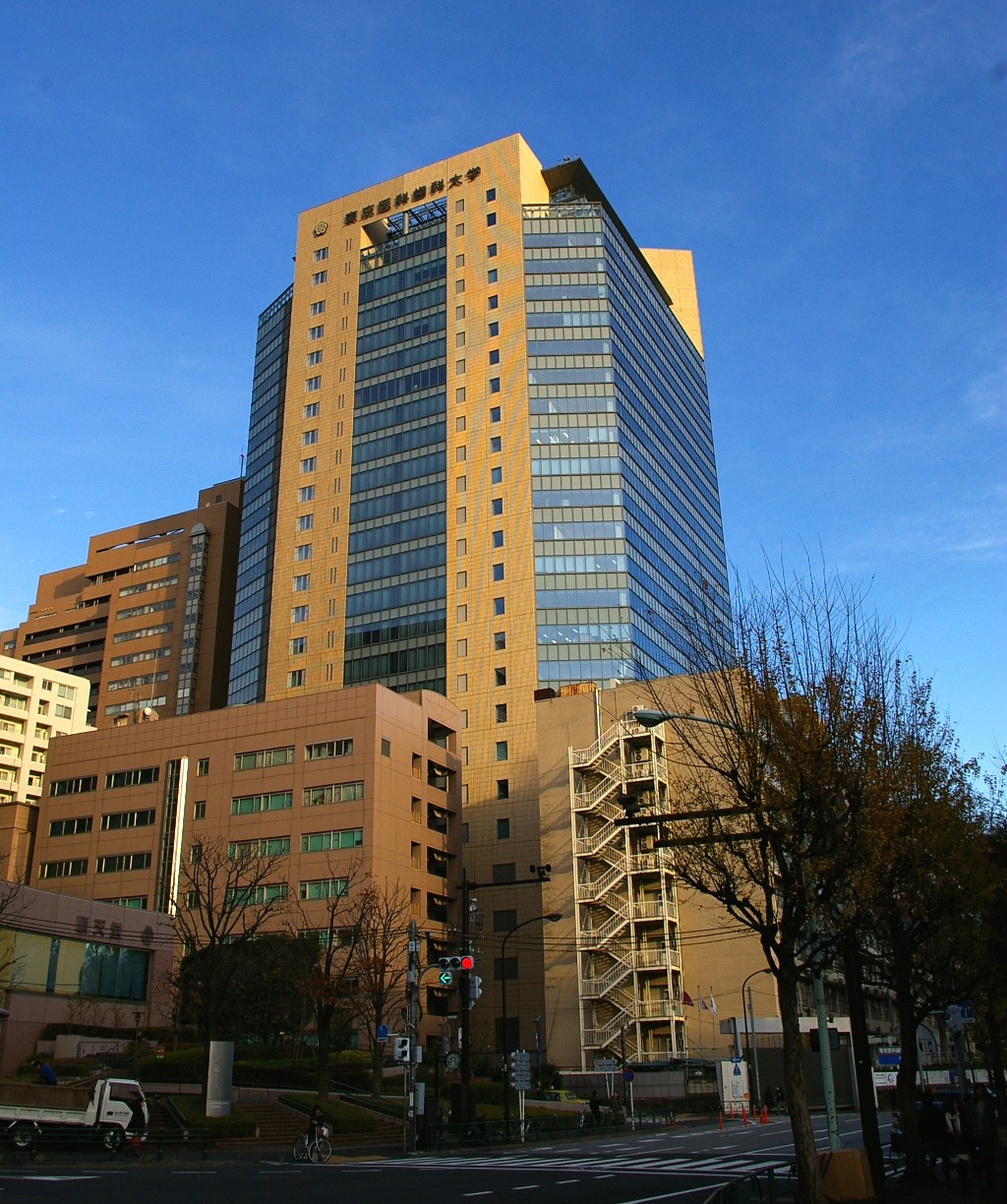
M&Dタワー（医歯学総合研究棟(Ⅱ期棟)）
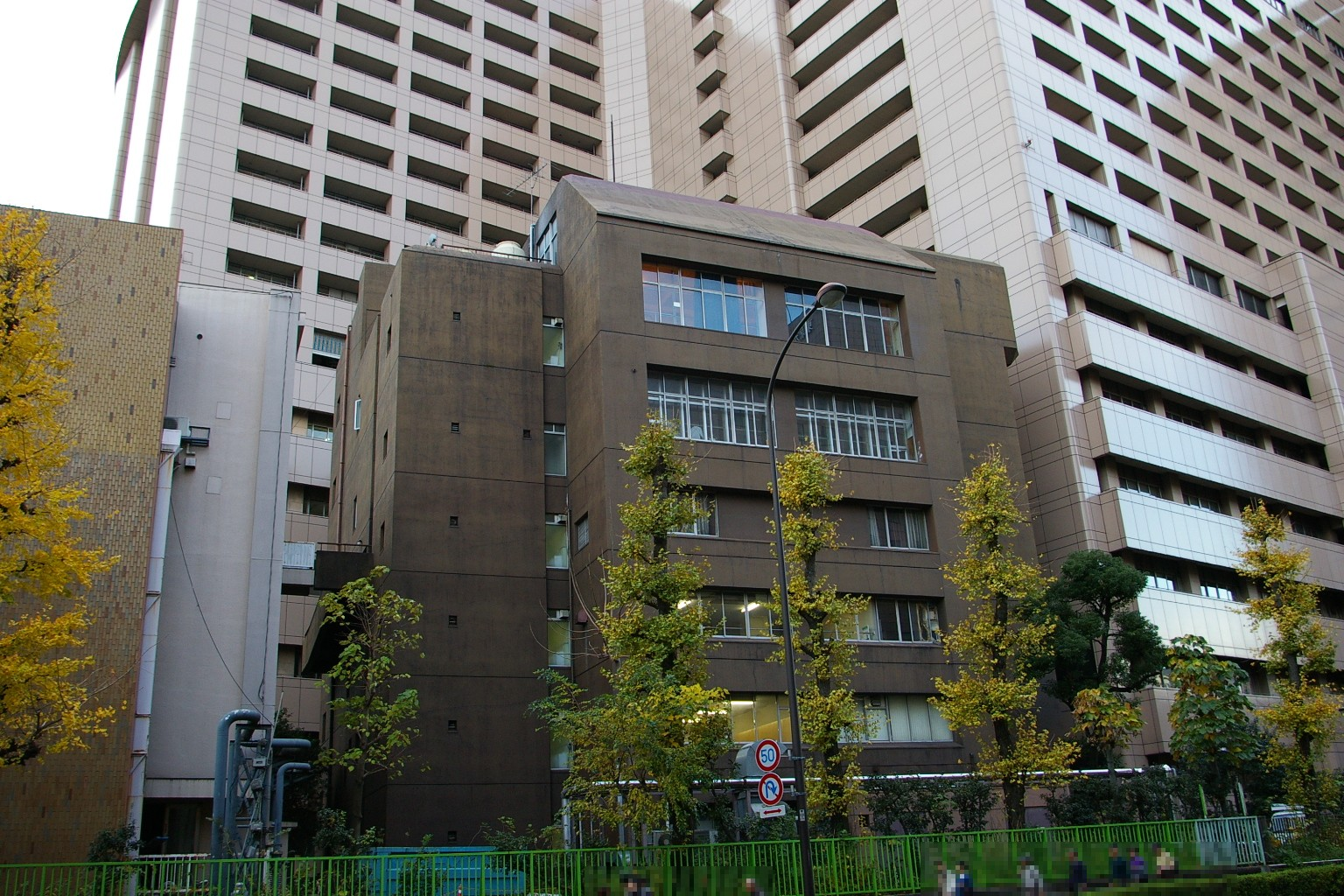
5号館
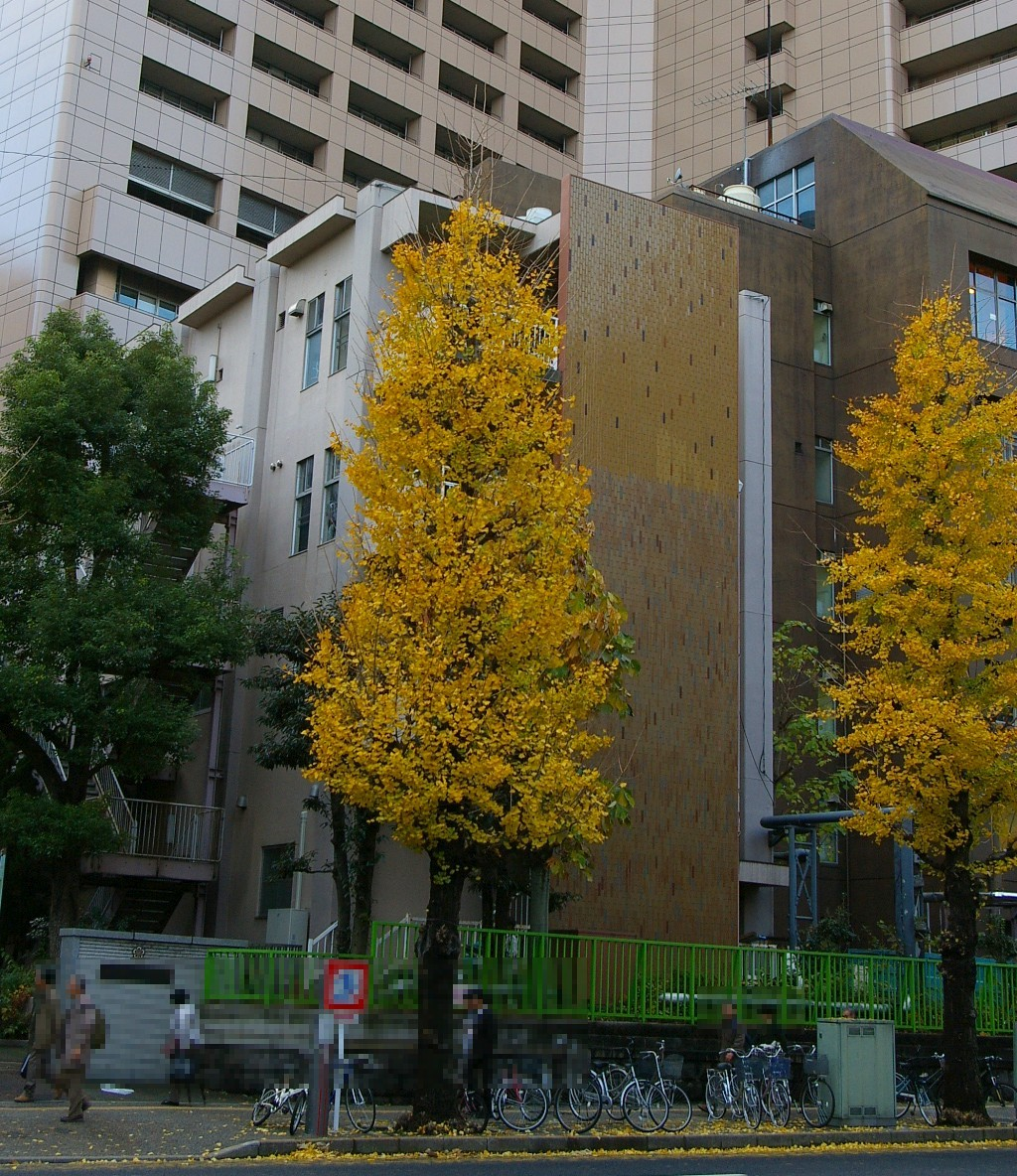
6号館
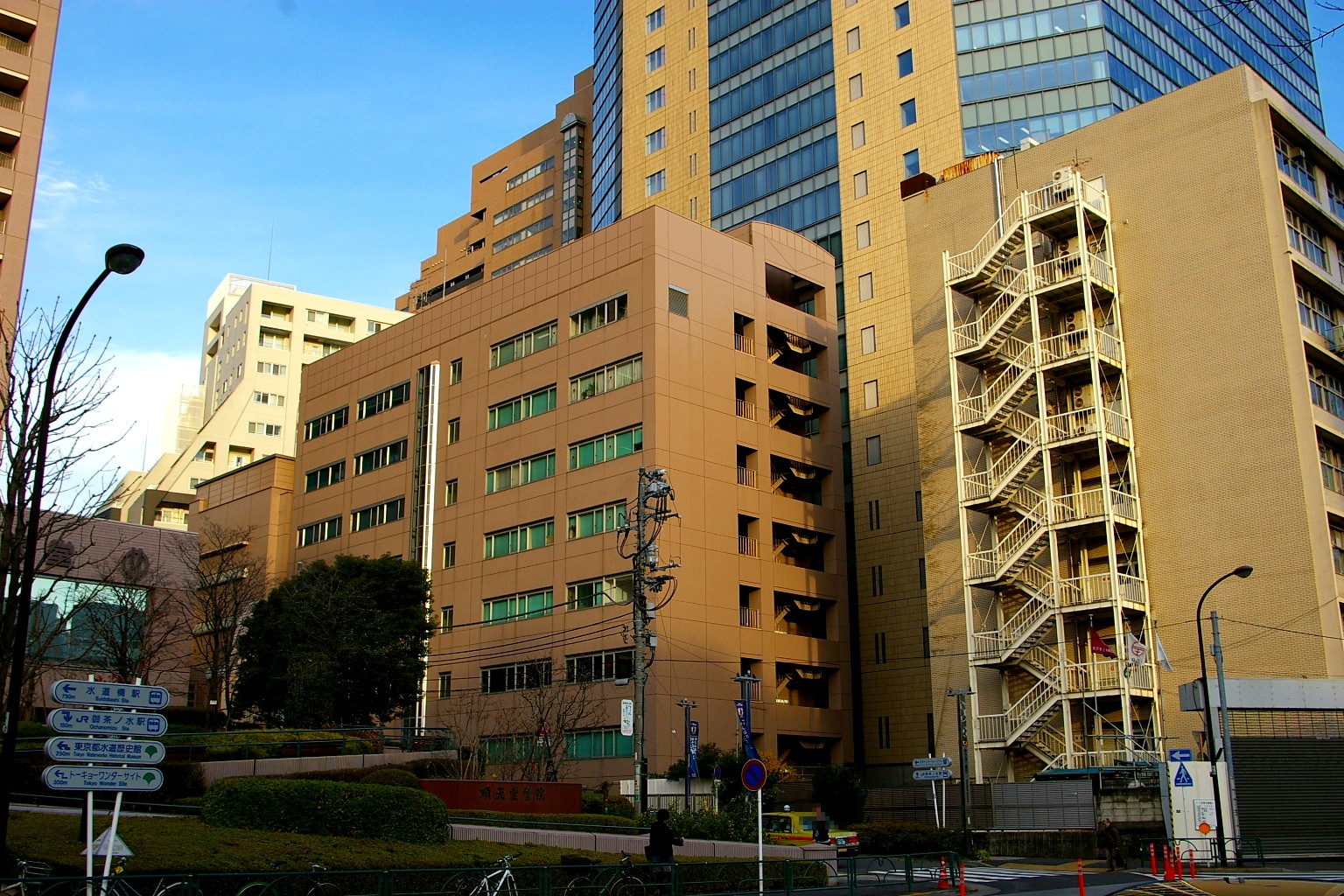
8号館南（共同研究棟）
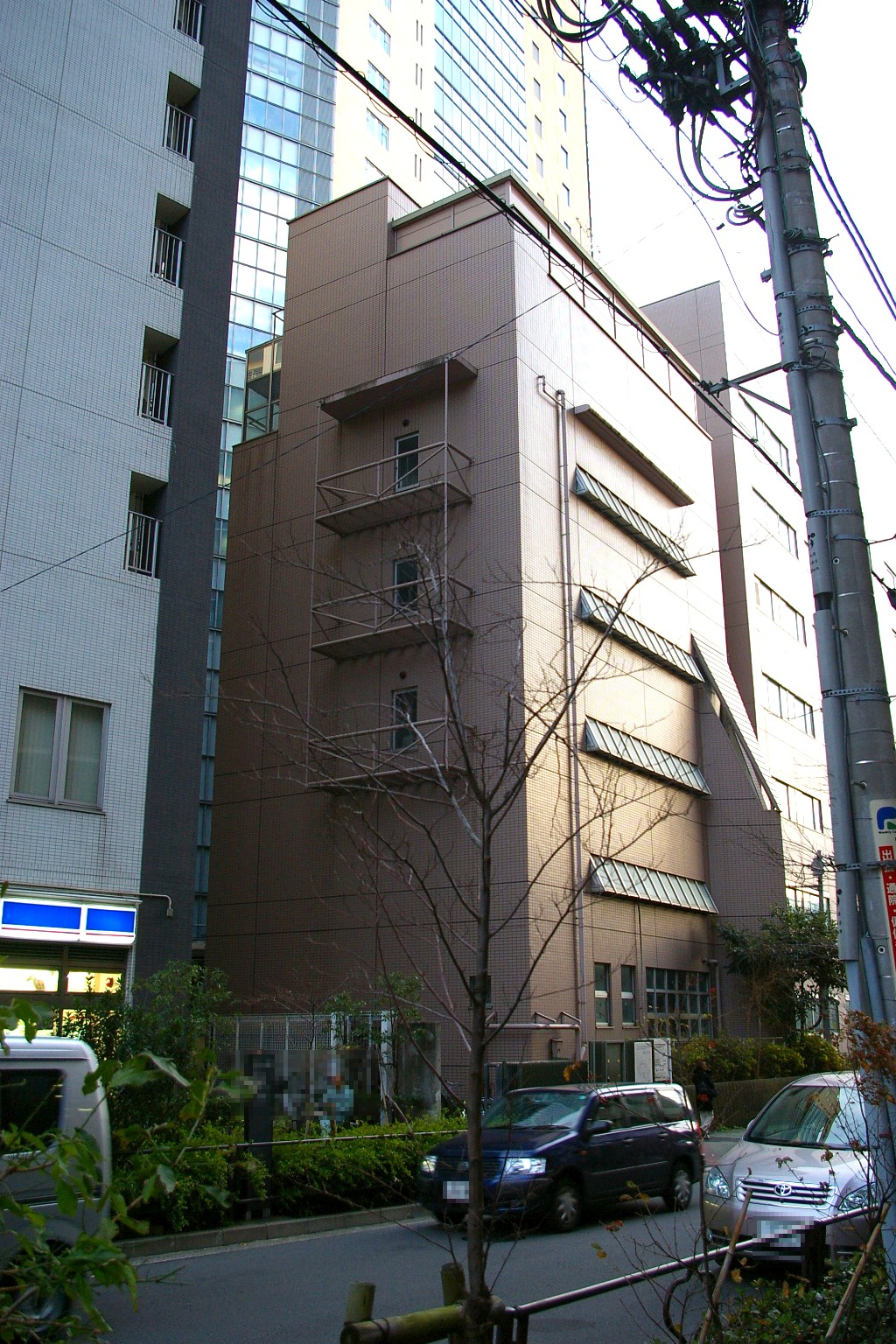
8号館北（RI実験施設棟）
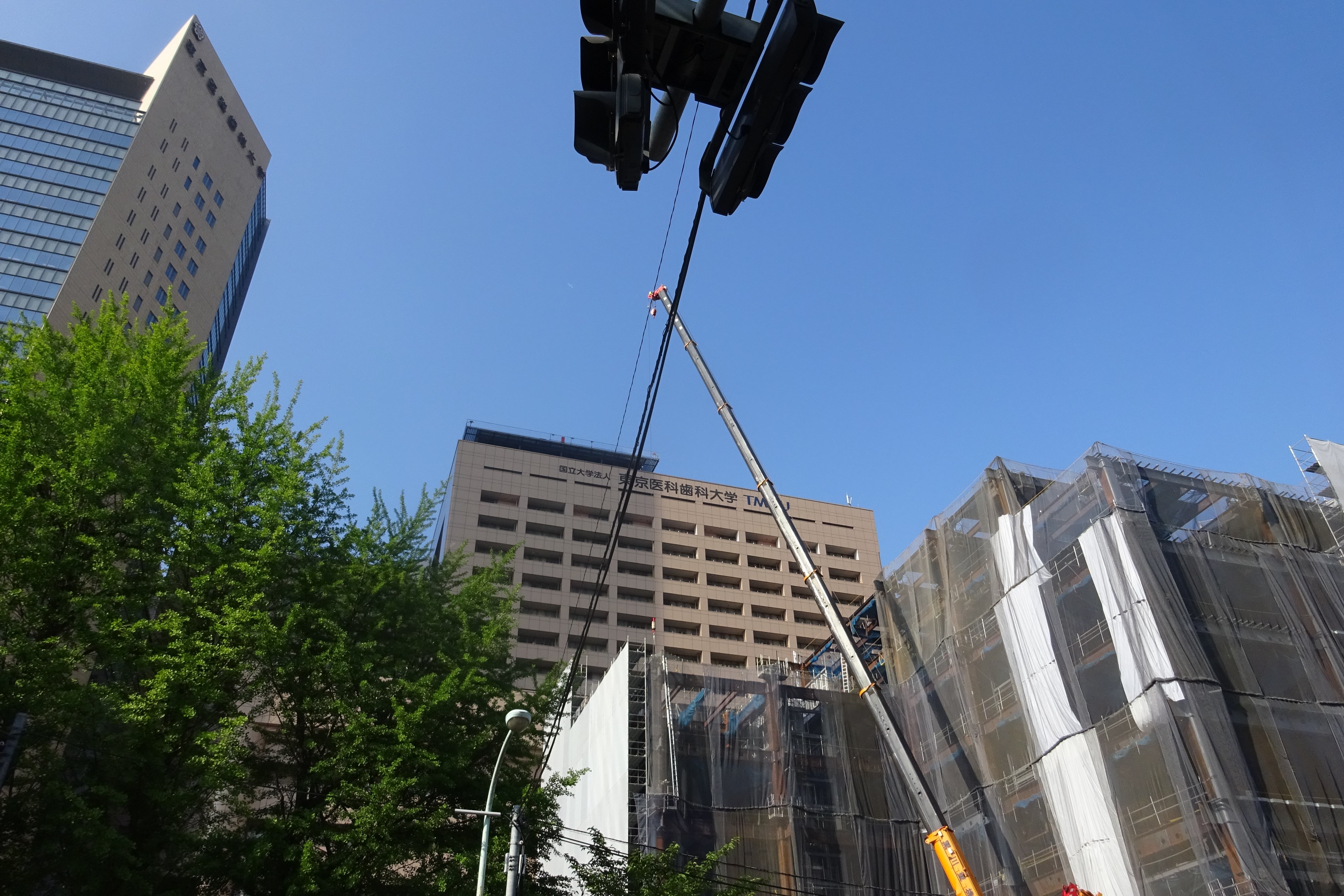
C棟（機能強化棟）
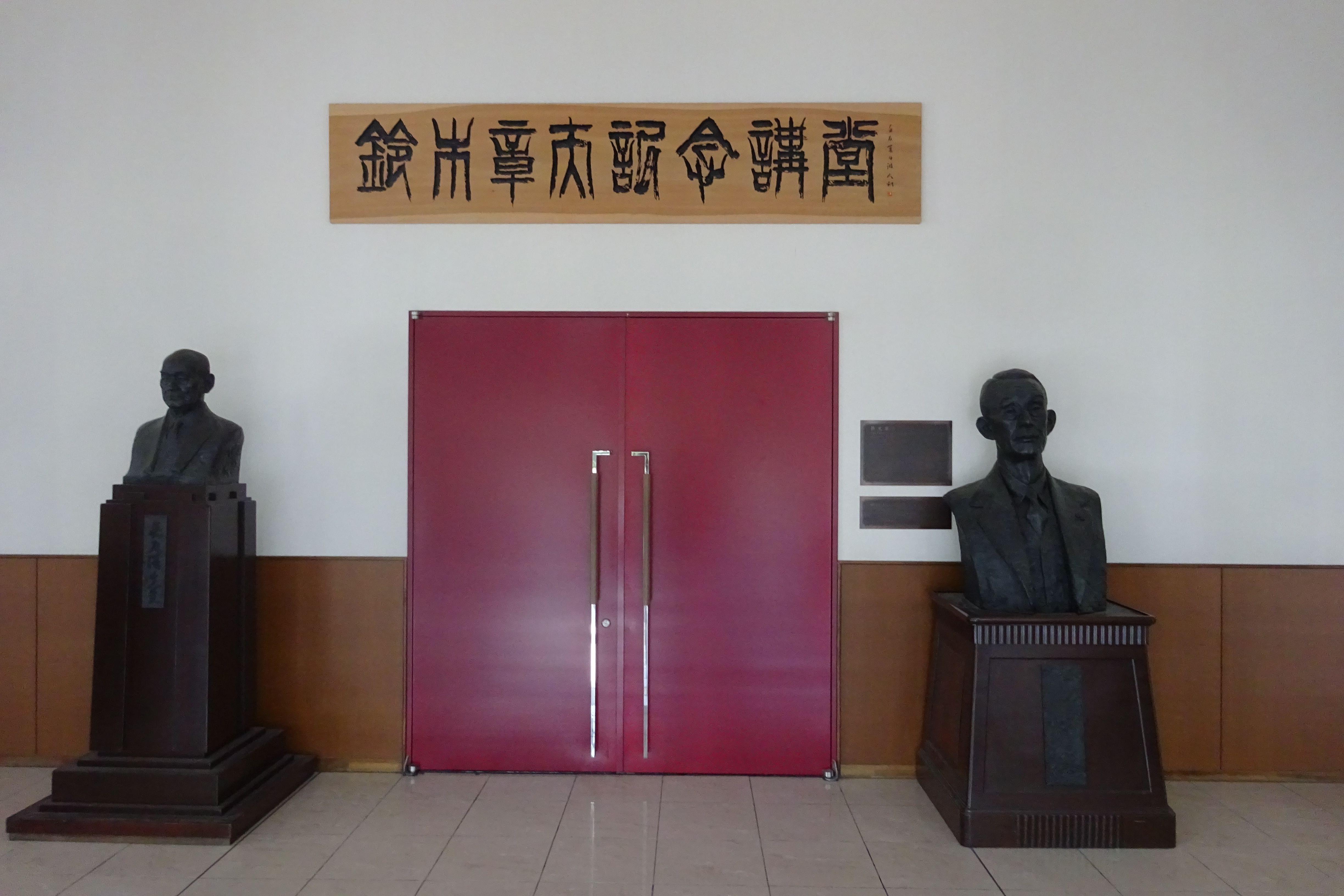
鈴木章夫記念講堂
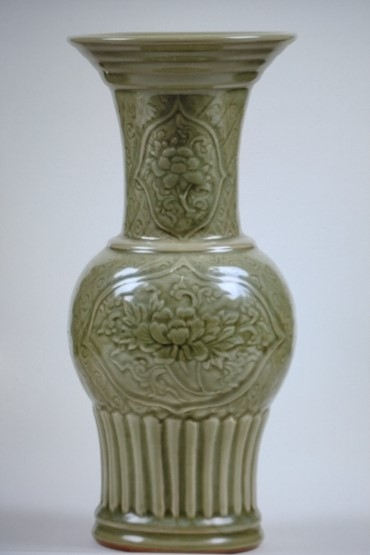
青木木米作 青磁の花瓶（重要文化財） 歯科事務棟2階 資料室蔵

駿河台キャンパス
駿河台キャンパスも御茶ノ水駅近くに位置し、生体材料工学研究所、M&Dデータ科学センター、難治疾患研究所（駿河台地区）が所在する。敷地面積は5,597㎡、建築面積は18,028㎡。

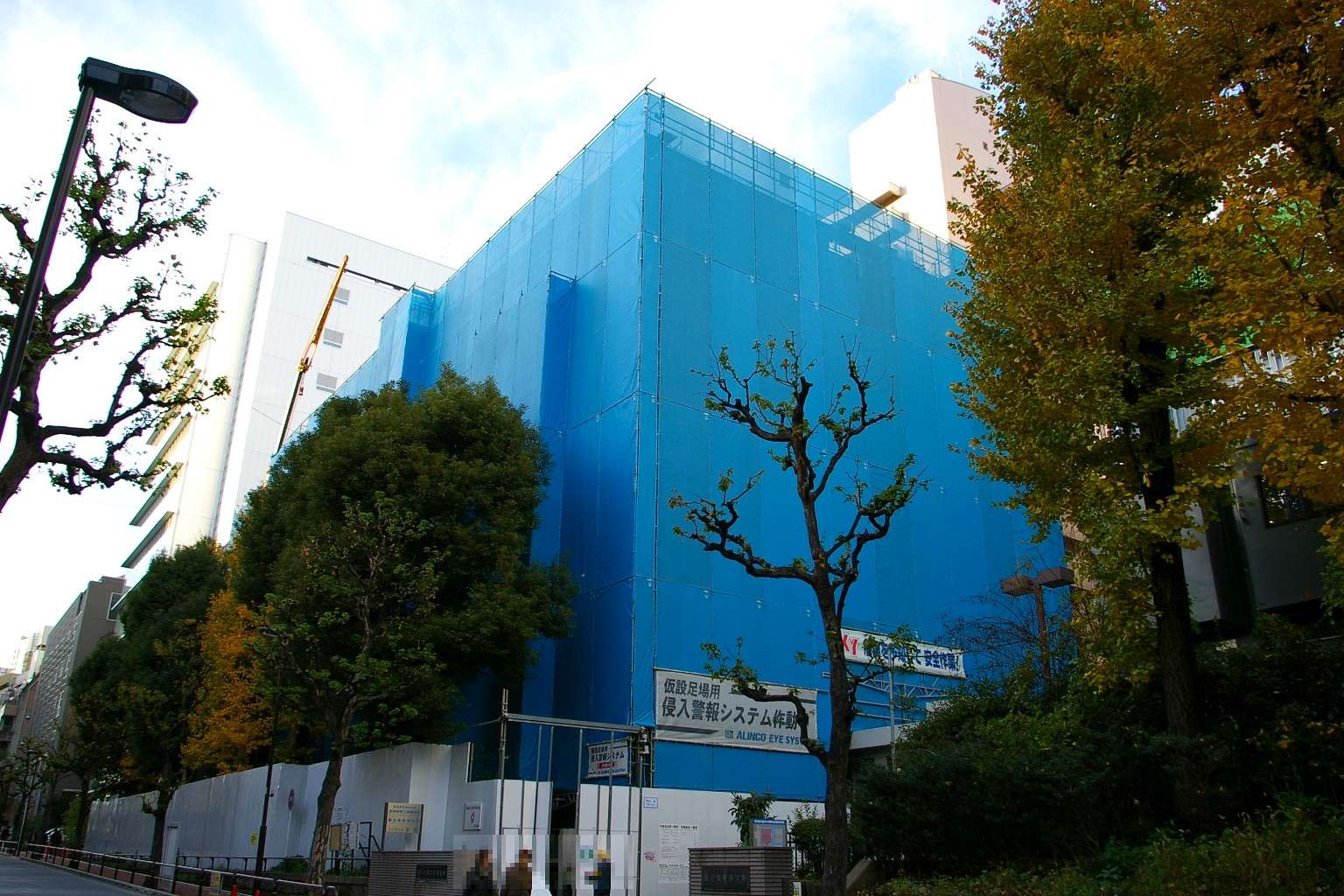
21号館（生体材料工学研究所）
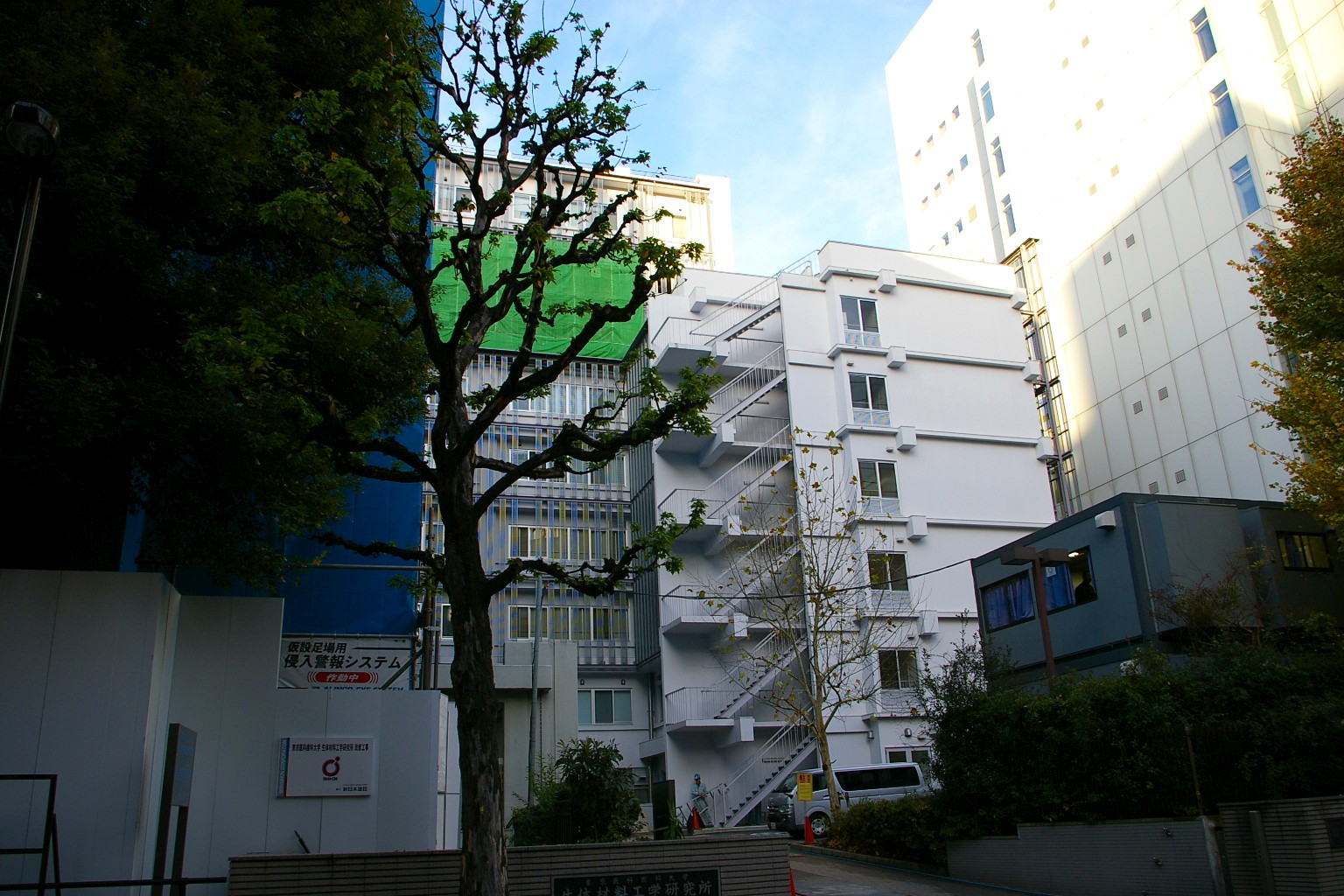
22号館（難治疾患研究所駿河台棟）

国府台キャンパス
国府台キャンパスは、医学部・歯学部の学生が大学生活を始めるキャンパスであり、旧教養部、国府台図書館、学生寮、グラウンド・体育館などが所在する。千葉県市川市にあり、湯島キャンパスからは電車で約40分である。敷地面積は61,049㎡、建築面積は13,965㎡。

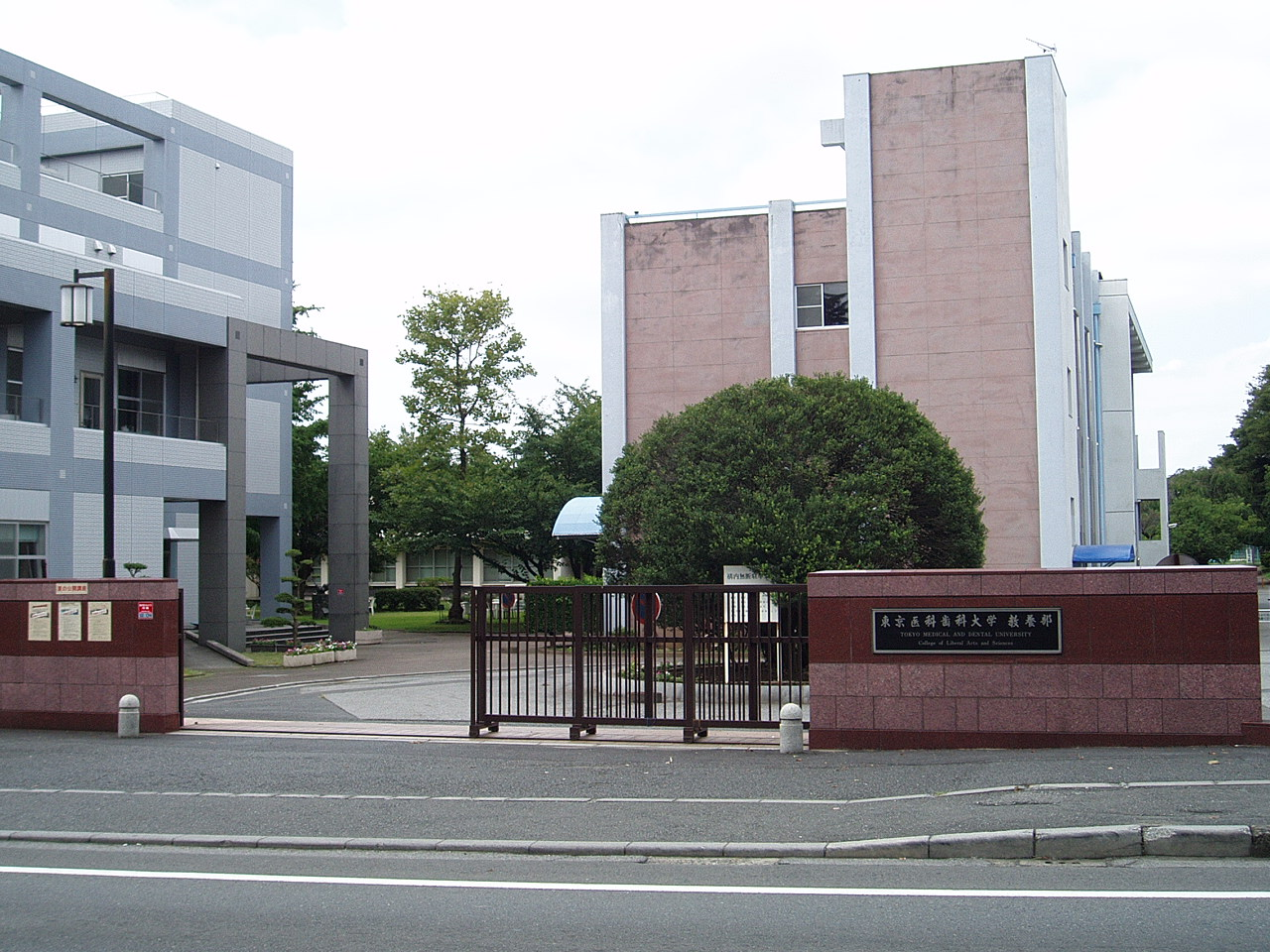
教養部正門

### 海外拠点
- ガーナ大学・野口記念医学研究所共同研究センター
- チュラーロンコーン大学－東京科学大学研究教育協力センター
- ラテンアメリカ共同研究センター
- Science Tokyo-MU Partnership Siriraj Office
- Science Tokyo ANNEX Bangkok
- Science Tokyo ANNEX Aachen
- Science Tokyo ANNEX Berkeley
- 東京科学大学フィリピンオフィス（マニラ）
- 東京科学大学中国オフィス（北京）
- 東京科学大学エジプトE-JUSTオフィス（アレクサンドリア）

## 対外関係

### 国内教育機関

#### 三大学連合
一橋大学、東京外国語大学との三大学で『三大学連合憲章』を2001年（平成13年）3月15日に締結。相互教育研究プログラムを展開している。

#### 単位互換制度（理工学系のみ）
- 慶應義塾大学（副専攻制度、単位互換、学生交流）[29][30]
- お茶の水女子大学

#### その他
- 8大学工学系研究科長懇談会
- 神奈川県内大学間学術交流協定（大学院）
- 学際生命科学東京コンソーシアム（医歯学系大学院）
- 5大学災害看護コンソーシアム（保健衛生学研究科）

### 国内自治体・機関、企業

#### 産学共創機構
- 東工大発ベンチャー企業を育成するため、ベンチャーキャピタル（VC）みらい創造機構と協定[31]。
- 神奈川県川崎市とイノベーションでの連携協定を2018年5月21日に締結。川崎市が東京国際空港（羽田空港）の多摩川対岸地区に設けた国際戦略拠点「キングスカイフロント」において、東工大が2018年3月に開いた「中分子IT創薬研究拠点」(MIDL) で協力する[32]。
- 日本貿易振興機構 (JETRO) との包括的連携推進協定[33]。
- 西武信用金庫との包括的連携・協力協定[34]。
- 超スマート社会推進コンソーシアム（理化学研究所、東京都大田区、ソフトバンク、日本精工など2018年10月の発足時点で外部22法人と東工大教員53人が参加）[35]
- 科学技術創成研究院として、福島県浪江町と協働する協定を締結（東日本大震災およびそれに伴う福島第一原子力発電所事故からの復興）[36]。
- 「デンソーモビリティ協働研究拠点」を共同設置[37]。

#### 医療イノベーション機構
医療イノベーション機構が、医歯学系のオープンイノベーション型産学連携を進めている。
- 2024年、栄研化学と包括連携協定を締結[38]

### 国際交流協定校

#### 理工学系（2018年9月時点）

##### 全学協定
- 中華人民共和国、フランス - 各13校
- タイ王国 - 10校
- 大韓民国 - 8校
- アメリカ合衆国 - 7校
- 台湾、アメリカ合衆国 - 各6校
- ドイツ、イギリス - 各5校
- イタリア、スウェーデン、スイス - 各4校
- インドネシア、フィリピン、シンガポール、ベトナム、トルコ - 各3校
- モンゴル、カナダ、フィンランド、ベルギー - 各2校
- インド、ブラジル、デンマーク、オランダ、ノルウェー、ロシア、オーストリア、オーストラリア、エジプト - 各1校

##### 部局間協定
2018年9月時点、世界35の国・地域に146機関との部局間協定に加え、1つのコンソーシアムを形成、4つの大学院協定を締結している。

#### 医歯学系（2023年時点）
2023年時点での国際交流協定校を示す。

##### 大学間等協定
13の大学・施設と大学間協定が結ばれている。
- カリフォルニア大学サンディエゴ校
- ネバダ大学リノ校
- 南カリフォルニア大学
- インドネシア大学
- エクアドル保健省
- ガーナ大学
- チュラーロンコーン大学
- マヒドン大学
- 台北医学大学
- 中国医科大学
- パラグアイ国保健省及びクリニカ・ラス・コンデス
- フィリピン大学マニラ校
- フエ医科薬科大学

##### 学部間等協定
世界各地の93大学・施設と学部間協定が結ばれている。以下に代表的なプログラムを示す。
- 2002年より、Harvard Medical International（現 Partners HealthCare International）と医学教育提携契約を締結している。この提携により、ハーバード大学医学部において、教員研修、医学科学生の臨床実習が行われている。
- 2004年度よりインペリアル・カレッジ・ロンドンとの交換留学プログラムが行われている。2024年度より、インペリアル・カレッジ・ロンドンにおける学位取得プログラム（iBSc）への派遣が行われている。

## 大学関係者と組織

### 同窓会

#### 東京工業大学の同窓会
- 蔵前工業会
- ACLSガンマクラブ
- BMOT
- 知能システム科学専攻同窓会
- 燕理会
- 白星会
- 情報科学科同窓会
- 情報理工学院同窓会
- 化工会
- 核友会
- 経友会
- 金属同窓会
- 国際開発工学同窓会（IDEAL）
- 教職課程同窓会
- 丘友
- 無機材会（旧 窯業同窓会）
- 桜花会
- 楽水会
- れんさ会
- 生命理工同窓会
- 社会・人間科学系・コース同窓会
- 社工会
- 東工大理化会
- 冬夏会
- VALDES会
- 陽久会
- 優材会
- 芝浦工業会

#### 東京医科歯科大学の同窓会
- お茶の水会 医科同窓会
- お茶の水会 看護同窓会
- お茶の水会 検査技術学専攻同窓会
- お茶の水会 歯科同窓会
- お茶の水さつき会（歯学部口腔保健学科口腔保健衛生学専攻同窓会）
- 東京医科歯科大学技友会（歯学部口腔保健学科口腔保健工学専攻同窓会）